# Bunuri mobile din domeniul etnografie clasate în patrimoniul cultural național al României aflate în județul Dolj
Acestă listă conține bunurile mobile din domeniul etnografie clasate în Patrimoniul cultural național al României aflate la momentul clasării în județul Dolj.

## Tezaur
| Foto | Informații generale              | Detalii tehnice | Descriere | Deținător                                                    | Legături |
| ---- | -------------------------------- | --- | --- | ------------------------------------------------------------ | -------- |
|      | Chilim                           | Datare: 4/4 sec.XIX. Sfârșitul sec.al XIX-lea. Descoperit: jud. Dolj, Craiova Material: Lână, bumbac. Țesută în război orizontal, în două ițe. Ales curb. Culori naturale. | Compusă din două foi. Câmp central colorat în vișiniu, două chenare (alb și roșu), bordură vișinie. Motive fitomorfe (frunze), motive florale (floarea mare compusă din șase romburi grupate în jurul unui romb central), avimorfe, (păsări), antropomorfe (păpuși). Motivele colorate în galben, verde, violet, roșu, alb. Culori naturale. | Muzeul Olteniei. Secția de Etnografie „Casa Băniei”, Craiova | Cimec    |
|      | Chilim                           | Datare: 4/4 sec.XIX. Sfârșitul sec.al XIX-lea. Descoperit: jud. Dolj, Craiova Material: Lână, bumbac, război de țesut orizontal, ales curb și cu găurele. Coloranți naturali și chimici. | Piesa are o singură foaie din două, câmpul central în vișiniu, două chenare în alb - cel interior și, respectiv, în roșu - cel exterior, precum și o bordură dințată vișinie; motive florale în toate zonele, iar în câmpul central două grupe de câte două păsări; motivele florale sunt prezentate atât prin curbe aplecate spre orizontală cât și în structuri geometrice; cromatica motivelor - alb, roșu, verde, albastru, vișiniu. | Muzeul Olteniei. Secția de Etnografie „Casa Băniei”, Craiova | Cimec    |
|      | Covor                            | Datare: 4/4 sec.XIX. Sfârșitul sec.al XIX-lea. Descoperit: București Material: Lână, război de țesut vertical, ales curb, culori naturale. | Piesa este compusă dintr-o singură bucată, câmp central în grena, chenar în roșu cu bordură interioară în alb și cea exterioară în grena; motive fitomorfe în toate zonele, dispuse preponderent oblic spre orizontal în câmpul central; structuri rombice și hexagonale la motivele florale; cromatica generală a motivelor - alb, galben, griuri. | Muzeul Olteniei. Secția de Etnografie „Casa Băniei”, Craiova | Cimec    |
|      | Scoarță                          | Datare: 1/4 sec.XX. Primul sfert al sec.al XX-lea. Descoperit: jud. Dolj, Craiova Material: Lână, război de țesut orizontal. Țesută în două ițe. Aleasă cu urzeală întrepătrunsă. Culori chimice și naturale. | Piesa este compusă dintr-o singură bucată cu cinci registre a câte trei pristolnice în roșu, alb, galben, precum și vergi în roșu, galben, maro; serie în lungime cu dispuneri orizontale, combinații prin suprapunere/incluziune de suprafețe: alb/roșu și roșu/alb, la pristolnice. Culori chimice și naturale. | Muzeul Olteniei. Secția de Etnografie „Casa Băniei”, Craiova | Cimec    |
|      | Scoarță                          | Datare: 4/4 sec.XX. Sfârșitul sec. al XIX-lea. Descoperit: jud. Dolj, Craiova Material: Lână, război de țesut orizontal, ales cu găurele. Culori naturale. | Formă dreptunghiulară. Compusă din două foi. Decorul ales în registre alese cu motive dispuse în tăblii și registre colorate. Decor geometrizat. Motive zoomorfe (rac) și religioase (pristolnic). Culori naturale: roșu, vișiniu (vișină putredă), galben, verde, alb, violet, albastru. | Muzeul Olteniei. Secția de Etnografie „Casa Băniei”, Craiova | Cimec    |
|      | Covor Autor: Tena                | Datare: 1900 Descoperit: jud. Dolj, Craiova Material: Băteală și urzeală din lână, război de țesut orizontal, ales curb, culori naturale și chimice. | Piesa este compusă din două foi cusute pe mijloc/lungime, cu câmp central în vișiniu ornamentat cu trei lei în verde, trei cerbi în galben și roșu - violet, precum și două păsări tot în galben și roșu - violet; chenarele sunt în alb - cel interior și roșu - cel exterior precum și o bordură în gri - verzui; pe chenare motive stilizate avimorfe și fitomorfe. | Muzeul Olteniei. Secția de Etnografie „Casa Băniei”, Craiova | Cimec    |
|      | Chilim                           | Datare: 4/4 sec.XIX. Sfârșitul sec.al XIX-lea. Descoperit: jud. Olt, Slatina Material: Băteală și urzeală din lână, război de țesut vertical, ales curb, pigmenți naturali. | Formă dreptunghiulară. Decor organizat pe un câmp central și trei chenare colorate în alb, roșu și maro. Motive florale, fitomorfe (romburi, frunze), avimorfe. Câmpul central colorat în verde - oliv. Motivele fitomorfe dispuse pe întreaga suprafață. În câmpul central dispuse o pasăre și un vas cu flori. Motivele colorate în alb, roșu, verde, violet, albăstrui. Culorile sunt naturale. | Muzeul Olteniei. Secția de Etnografie „Casa Băniei”, Craiova | Cimec    |
|      | Covor                            | Datare: 4/4 sec.XIX - 1/4 sec.XX. Sfârșitul sec.al XIX-lea și începutul sec.al XX-lea. Descoperit: jud. Dolj, Craiova Material: Băteală și urzeală din lână, ales curb, război de țesut vertical, pigmenți naturali. | Covorul este compus dintr-o singură bucată. Decorul organizat într-un câmp central și un chenar. Decor geometrizant, alternanță decorativă. Motive fitomorfe (frunze, ramuri), florale (floarea mare, motiv compus dintr-un grupaj de șase romburi și frunze). Culori: bleumarin, roșu, alb, verde, violet, brun, albastru. Coloranți naturali. | Muzeul Olteniei. Secția de Etnografie „Casa Băniei”, Craiova | Cimec    |
|      | Covor                            | Datare: 4/4 sec.XIX. Sfârșitul sec. al XIX-lea. Descoperit: jud. Dolj, Craiova Material: Piesa este lucrată cu băteală din lână și urzeală "pitulată" din bumbac, țesută în război vertical și aleasă curb. Culori vegetale și minerale | Piesă compusă dintr-o singură bucată. Decorul organizat astfel: un câmp central colorat în vișiniu și două chenare în alb în interior și albastru. Motive florale dispuse pe întreaga suprafață. În câmpul central sunt dispuse un vas cu flori, păsări. Motivele colorate în alb, albastru violaceu, vișiniu, gri, verzui. | Muzeul Olteniei. Secția de Etnografie „Casa Băniei”, Craiova | Cimec    |
|      | Chilim                           | Datare: 4/4 sec.XIX. Sfârșitul sec.al XIX-lea și începutul sec.al XX-lea. Descoperit: jud. Dolj, Craiova Material: Băteală din lână și urzeală din bumbac, război de țesut orizontal, ales curb și cu găurele. Coloranți naturali și chimici. | Chilimul are doar o singură foaie. Spațiul covorului delimitat astfel: un câmp central și două chenare. Bordură dințată. Motive fitomorfe (brăduți, ramuri), avimorfe (păsări), geometrice (triunghiuri), dispuse la capetele piesei, florale (mărgăritare), antropomorfe (păpuși). Câmpul central colorat în bleumarin, chenarele în alb și roșu. Motivele colorate în galben, roșu, verde, bleumarin. Culori naturale și chimice. | Muzeul Olteniei. Secția de Etnografie „Casa Băniei”, Craiova | Cimec    |
|      | Scoarță                          | Datare: 1/4 sec.XX. Îmnceputul sec. al XX-lea. Descoperit: jud. Dolj, Craiova Material: Băteală și urzeală din lână, război de țesut orizontal, ales cu urzeală pitulată, coloranți chimici și naturali. | Formă dreptunghiulară. Compusă dintr-o singură foaie. Decorul organizat în registre decorative, alese și simple, care alternează, delimitate de vergi colorate. Decorul format din motive unghiulare concentrice, care pot fi receptate și ca jumătăți de romb. Culori: roșu, galben, albastru, vișiniu, alb, verde. Coloranți chimici și naturali. | Muzeul Olteniei. Secția de Etnografie „Casa Băniei”, Craiova | Cimec    |
|      | Scoarță                          | Datare: 1/4 sec.XX. Primul sfert al sec. al XX-lea. Descoperit: jud. Dolj, Craiova Material: Băteală din lână și urzeală din bumbac, război de țesut orizontal, ales cu urzeală pitulată, pigmenți chimici și naturali. | Formă dreptunghiulară. Compusă din două foi. Decorul organizat în registre decorative alese și simple care alternează delimitate de vergi colorate. Motive geometrice (romb), zoomorfe (rac), religioase (pristolnic), skeomorfe (fier de plug). Culori: roșu, verde, alb, albastru, piersăciu, negru, vișiniu. Coloranți chimici și naturali. | Muzeul Olteniei. Secția de Etnografie „Casa Băniei”, Craiova | Cimec    |
|      | Scoarță                          | Datare: 1/4 sec.XX. Descoperit: jud. Dolj, Cioroiași Material: Băteală și urzeală din lână, război de țesut orizontal, ales cu urzeală pitulată. Coloranți chimici și naturali. | Piesa este compusă din două foi cusute pe mijloc/lungime, cu vergi din registre decorate cu motivul pristolnicului în două variante, motivul pristolnicului este prezentat în alternanță pe lungimea țesăturii, dublată de o alternanță cromatică și pe orizontală; cromatica generală: roșu, bleumarin, alb, verde, maro. Coloranți chimici și naturali. | Muzeul Olteniei. Secția de Etnografie „Casa Băniei”, Craiova | Cimec    |
|      | Chilim                           | Datare: 4/4 sec.XIX. Sfârșitul sec.al XIX-lea. Descoperit: jud. Dolj, Craiova Material: Băteală și urzeală din lână, război de țesut vertical, ales curb, pigmenți naturali. | Formă dreptunghiulară, dintr-o bucată. Decorul organizat astfel: un câmp central colorat în bleumarin, două chenare (colorate în alb și roșu), bordură dințată. Decor geometrizant. Motive fitomorfe (ramuri, frunze), avimorfe (păun, păsări), florale (mărgăritare). Culori: bleumarin, vișiniu, alb, verde crud, piersăciu, albastru. Culori naturale. | Muzeul Olteniei. Secția de Etnografie „Casa Băniei”, Craiova | Cimec    |
|      | Covor Autor: Băluță, E.          | Datare: 1/4 sec.XX. Începutul sec.al XX-lea. Descoperit: jud. Dolj, Craiova Material: Piesa este lucrată cu băteală din lână și urzeală "pitulată" din lână, țesută în război vertical și aleasă curb. Culori naturale și chimice. | Piesă compusă dintr-o singură bucată. Decorul organizat într-un câmp central și două chenare. Decorul format din motive compuse (buchet de flori în mijlocul covorului, motive fitomorfe (ramuri, frunze), motive florale (caprine, nalbe). Culori: bleumarin, roșu, alb, verde, albastru, violet. Culori naturale și chimice. | Muzeul Olteniei. Secția de Etnografie „Casa Băniei”, Craiova | Cimec    |
|      | Chilim                           | Datare: 4/4 sec.XX. Sfârșitul sec.al XIX-lea. Descoperit: jud. Dolj, Băilești Material: Lână, țesută în război orizontal, aleasă cu găurele și urzeală pitulată. Coloranți naturali. | Piesă compusă din două foi separate. Decorul organizat în registre decorative care alternează cu mici registre simple. Registrele alese cu romburi și cruci cu dimensiuni mai mari. De asemenea rombul ca motiv are o dimensiune mult mai mare decât celălalte motive. Avea în vedere o importanță spirituală și estetică mai mare. Decor geometric și geometrizant. Motive geometrice (romb), jumătăți de romb. Motive religioase (pristolnic). Motive zoomorfe (rac). Culori naturale: roșu, albastru (siniliu), cărămiziu, verde, alb. | Muzeul Olteniei. Secția de Etnografie „Casa Băniei”, Craiova | Cimec    |
|      | Scoarță                          | Datare: 4/4 sec.XIX - 1/4 sec.XX. Sfârșitul sec.al XIX-lea, începutul sec.al XX-lea. Descoperit: jud. Dolj, Craiova Material: Lână, țesută și aleasă în război orizontal, ales cu găurele și urzeală pitulată. Coloranți naturali. | Piesa este compusă dintr-o singură foaie, decorul din registre cu motive precum: pomul vieții dispus pe lungimea registrului, furculița, pieptenele, unghiulare; cromatica registrelor: roșu, verde închis, liliachiu, iar la motive: roșu, albastru, violet deschis, alb, galben; alternare dublă cromatică și ornamentală. Coloranți naturali. | Muzeul Olteniei. Secția de Etnografie „Casa Băniei”, Craiova | Cimec    |
|      | Cămașă femeiască                 | Datare: a doua jumătate a sec. XX Descoperit: jud. Dolj, Craiova Material: Material: bumbac, mătase vegetală - procurate din comerț. Tehnică: pânză de casă țesută în 2 ițe (topită), croit, asamblat manual cu cheițe croșetate, încrețit la gât, brodat peste fire, tivit cu punct tighel, marginile mânecilor.                                         | Ie de tip carpatic, având toate lățimile de pânză (una pentru piept, una pentru spate și câte una pentru mâneci), încrețite în jurul gâtului pe o bentiță, numită guler. Mânecile sunt largi, cu pavă pătrată la subsoară. Gura cămășii este mijlocul feței. Decor: amplasat pe piept, spate și mâneci. Decorul mânecii este structurat în tipica compoziție: altiță, încreț, 3 râuri. Pe piept sunt realizate 3 registre verticale, repartizate echidistant pe întreaga suprafață; pe spate sunt liber repartizate mici elemente geometrice. Motive: geometrice și vegetale lucrate "peste fire"; altița: un registru amplu, format dintr-o rețea de romburi, cu câte un mic element vegetal la mijloc - floare/trifoi cu patru foi. Râurile de pe mâneci și piept repetă un segment din compoziția altiței: registru de motive geometrice - triunghiuri și romburi cu motiv vegetal înscris. Cromatica: pânză albă, broderie cu alb și alb gălbui sau banan. | Muzeul Olteniei. Secția de Etnografie „Casa Băniei”, Craiova | Cimec    |
|      | Cămașă femeiască                 | Datare: 4/4 sec. XIX Descoperit: jud. Gorj Material: Material: bumbac, lânică industrială, arnici, mătase, fir metalic - procurate din comerț. Tehnică: pânză de casă țesută în 2 ițe, croit, asamblat manual, cu cheițe decorative lucrate cu acul, încrețit la gât și manșete, brodat cu lână, în punct "bătrânesc                                      | Ie de tip carpatic, având toate lățimile de pânză (2 pentru piept, 2 pentru spate și câte 2 pentru mâneci) încrețite pe o bentiță numită guler, în jurul gâtului. Mânecile ample și foarte lungi, sunt strânse pe o manșetă îngustă, purtându-se răsfrânte, pentru a se crea un volan. Decor: geometric și simbolic, amplasat pe guler, crețuri, piept, mâneci și manșete. Decorul mânecii este structurat în tipica compoziție: altiță (croită separat) încreț, 2 râuri și manșete, iar pe piept, flancând gura cămășii sunt realizate câte 2 registre: unul mai lat, compus din câte 5 casete de formă dreptunghiulară și unul îngust, bordând deschiderea. Motive geometrice: pe guler, un registru compact de broderie, format dintr-o succesiune de cercuri concentrice, diferențiate cromatic prin contur; pe crețurile de sub guler, zig-zag; pe mâneci altița este compusă din 4 registre, fiecare alcătuit dintr-o succesiune de S-uri (zăluțe) flancate de câte un mic registru. Încrețul este realizat din romburi cu centrul evidențiat cromatic. Râurile de pe mânecă (2) sunt formate din câte o bandă de broderie cu punct bătrânesc (buclat), iar pe manșete se repetă motivul de pe guler; partea care se răsfrânge este decorată pe dos cu 3 șiruri de zig-zaguri. Pe piept, fiecare casetă este alcătuită dintr-o rețea de romburi, cu motive cruciforme înscrise, Cromatica: pânză albă, broderie cu mătase cafenie, neagră și vișinie, lână roșie, mov, neagră și verde închis, fir auriu și argintiu. | Muzeul Olteniei. Secția de Etnografie „Casa Băniei”, Craiova | Cimec    |
|      | Cămașă femeiască                 | Datare: început de sec. XX Descoperit: jud. Argeș Material: Material: bumbac, fir de cânepă, lânică, arnici, fir metalic - procurate din comerț. Tehnică: pânză de casă țesută în 2 ițe, croit, asamblat manual cu punct de cusătură tighel și cu acul ("cheiță cu muscă") brodat cu lână, cu punct în cruce și pe muchia c                               | Ie de tip carpatic, având toate lățimile de pânză (piept, spate și mâneci) încrețite pe o bentiță, numită guler, în jurul gâtului. Mânecile ample, sunt strânse pe o manșetă îngustă, care se poartă răsfrântă Decor: geometric și vegetal, amplasat pe guler, piept, mâneci și manșete. Decorul mânecii este structurat în tipica compoziție: altiță (croită separat) încreț și râuri (două), iar pe piept, flancând gura cămășii sunt realizate câte 2 registre de motive grupate în casete de formă pătrată și dreptunghiulară. Motive geometrice: pe guler - romburi și motivul șah - pe mâneci (râuri și altiță) - S-uri, cercuri și semicercuri conturate cu fir, peste o broderie compactă executată cu punct în cruce; pe manșete: registre transversale de triunghiuri înlănțuite; încrețul cu romburi concentrice, iar pe piept, fiecare casetă reunește aceleași motive din compoziția mânecii - S-uri, cercuri, semicercuri - grupate în formă de cruce. Gura cămășii este mărginită de 2 șiruri de motive vegetale: "boboci" geometric stilizați. Cromatica: pânză albă, broderie cu roșu, fir auriu. | Muzeul Olteniei. Secția de Etnografie „Casa Băniei”, Craiova | Cimec    |
|      | Giubea                           | Datare: începutul sec. XX Descoperit: jud. Dolj, com. Cernătești Material: Material: țesătură de lână/dimie, produsă în gospodărie, postav colorat, lânică industrială și paiete, procurate din comerț, găitan lucrat în gospodărie. Tehnică: țesut dimia de lână în 4 ițe, dată la piuă (finisată pentru a se îndesi), croit, asamblat                   | Haină lungă, fără mâneci, confecționată din 2 foi (“stani”) pentru față și unul pentru spate încheiați pe umăr, la care se adaugă mai mulți clini laterali, de forme și mărimi diferite – trapezoidali și triunghiulari -, pentru a se obține evazarea poalelor și cambrarea bustului. Decor: geometric, vegetal, floral și simbolic, repartizat de-a lungul cusăturilor: de pe “aripile” din față (deschizătura de pe mijlocul feței), pe piept, în jurul gâtului, al răscroielilor de la mâneci, pe spate, pe poale și pe colțurile foilor din față și ale clinilor laterali. Motivele geometrice - triunghiuri, cercuri, semicercuri, zig-zaguri - grupate în benzi care evidențiază structura croiului, prin culoarea postavului și a găitanului din care sunt realizate. Motivele vegetale și florale - mici buchete de flori, crenguțe și pomul vieții - sunt brodate cu lânică colorată, iar paietele, aplicate ca accent de strălucire, suplimentează fastul piesei, exprimându-i funcția: piesă purtată de ambele sexe la marile sărbători și evenimente de familie. Piesă cu valoare de marcă identitar-zonală în Oltenia/Romanați, remarcându-se prin originalitatea croiului și ponderea decorului. Cromatica: dimie albă cu decor bazat pe roșu, verde, negru, albastru, alb, roz. | Muzeul Olteniei. Secția de Etnografie „Casa Băniei”, Craiova | Cimec    |
|      | Cămașă femeiască                 | Datare: începutul sec. XX Descoperit: jud. Dolj, Craiova Material: Material: bumbac, arnici, lânică - procurate din comerț. Tehnică: pânză de casă țesută în 2 ițe, croit, asamblat manual cu punct de tighel încrețit la gât, brodat cu arnici, cu punct în cruce, peste fire, drug, feston, tighel și peste crețuri, finisat m                          | Cămașă tip carpatic (”de-a ’ntregul”), compusă din mai multe bucăți de pânză, încrețite în jurul gâtului și fixate pe o bentiță (guler). Mânecile sunt largi, dintr-o foaie și jumătate, cu altiță adăugată. Gura cămășii se află pe mijlocul feții, iar poalele sunt croite din aceeași bucată de pânză cu “ciupagul”. Decor: amplasat pe guler, piept, spate, mâneci, de jur împrejurul poalelor și lateral, de-a lungul cusăturilor de îmbinare al foilor de pânză. Pe mâneci, decorul este structurat în tipica compoziție: altiță, încreț, 4 râuri. Pe piept, flancând “gura cămășii” sunt realizate câte 2 benzi verticale de casete, iar pe spate, două benzi similare, mărginesc linia de îmbinare a mânecilor. Motive geometrice, astrale, vegetale și florale (puternic stilizate): pe guler, zig-zag cu triunghiuri în trepte; pe altiță un grupaj de cinci registre de motive vegetale, dispuse în casete (boboci cu frunze). Încrețul, lucrat cu fir de in, este realizat din „romburi cu stele”, iar râurile se compun din șiruri de mici elemente florale, geometric stilizate. Pe piept și spate, „boboci”, în casete, iar pe poale, motive florale. Alți parametri: Piesa face parte din nucleul inițial al colecției, numit „Fondul naționalizat” Cromatica: pânză groasă alb/gălbui, broderie cu arnici roz, bleumarin, crem și roșu | Muzeul Olteniei. Secția de Etnografie „Casa Băniei”, Craiova | Cimec    |
|      | Cămașă cu poale                  | Datare: sfârșitul sec. XIX - începutul sec. XX Descoperit: jud. Gorj Material: Material: bumbac,arnici, mătase vegetală - procurate din comerț. Tehnică: pânză de casă țesută în 2 ițe, croit, asamblat manual cu punct de tighel, încrețit la gât, brodat cu arnici, cu punct în cruce, peste fire, drug, contur, tighel, “șabac” și peste               | Cămașă tip carpatic (”de-a ’ntregul”), compusă din mai multe bucăți de pânză – câte 2 pentru față și spate - încrețite în jurul gâtului și fixate pe o bentiță (guler). Mânecile sunt foarte lungi și largi, din câte o foaie și jumătate, cu altiță adăugată și strânse pe manșetă. Gura cămășii se află pe mijlocul feții, iar poalele sunt croite din aceeași bucată de pânză cu “ciupagul”, având ca particularitate, introducerea unui clin sub “gura cămășii” . Decor: amplasat pe guler, piept, spate, mâneci și lateral, pe toată lungimea cusăturilor de îmbinare a foilor de pânză (la spate). Pe mâneci, decorul respectă structura tipică: altiță, încreț, 2 râuri și un registru pe manșete. Pe piept, flancând “gura cămășii” sunt realizate 2 benzi verticale, iar pe spate, două benzi similare, mărginesc linia de îmbinare a mânecilor. Motive geometrice și vegetale, puternic stilizate: pe guler, romburi, pe crețuri este aplicată o bentiță decorată cu motive geometrice, pe altiță un grupaj de nouă registre de motive geometrice - S-uri,- despărțite prin câte „un șabac mic” cu zig-zag. Încrețul, este realizat dintr-o rețea de romburi concentrice, iar râurile se compun dintr-un grupaj de zig-zaguri, diferențiate ca mărime și cromatică; aceeași compoziție este și pe manșete. Pe piept și pe spate, motive vegetale, iar de-a lungul cusăturilor, mici elemente vegetale, geometric stilizate. Cromatica: pânză groasă albă, broderie cu arnici roșu-vișiniu și mătase crem.         | Muzeul Olteniei. Secția de Etnografie „Casa Băniei”, Craiova | Cimec    |
|      | Cămașă femeiască                 | Datare: început de sec. XX Descoperit: jud. Dolj, com. Dăbuleni Material: Material: bumbac,arnici, fir metalic(“tel”) - procurate din comerț. Tehnică: pânză de casă țesută în 2 ițe, croit, finisat foile de pânză cu găurele, asamblat manual cu punct de tighel și peste muchie, încrețit la gât, brodat cu arnici, cu punct în cruc                   | Croi: Cămașă de tip carpatic, compusă din mai multe bucăți de pânză încrețite în jurul gâtului și fixate pe o bentiță (guler). Mânecile sunt largi, dintr-o foaie și jumătate, cu altiță adăugată. Gura cămășii se află pe mijlocul feții, iar poalele, cusute de “ciupag”, sunt croite din două lățimi de pânză, cu câte doi clini laterali. Decor: amplasat pe guler, piept, spate, mâneci, de jur împrejurul poalelor și lateral, de-a lungul cusăturilor de îmbinare a foilor de pânză. Pe mâneci, decorul este structurat în tipica compoziție: altiță, încreț, 3 râuri. Pe piept, “gura cămășii” este flancată de câte un râu, iar pe spate sunt 4 râuri: două mărginesc linia de îmbinare a mânecilor, iar alte două, împart restul suprafeței. Motive geometrice, astrale, simbolice, vegetale și florale (puternic stilizate): pe guler, romburi; pe altiță, un grupaj de șase registre de motive astrale, despărțite de benzi din „tel”. Încrețul este realizat printr-un zig-zag cu romburi, iar râurile se compun din câte un „vrej cu frunze”, geometric stilizate. Pe piept și pe spate, motive cruciforme, iar pe cusăturile clinilor și pe poale, „pomișori”. Cromatica: pânză albă, broderie cu arnici roșu și firicel de „tel” auriu (oxidat total) | Muzeul Olteniei. Secția de Etnografie „Casa Băniei”, Craiova | Cimec    |
|      | Chilim                           | Datare: 4/4 sec. XX Descoperit: jud. Dolj, com. AMĂRĂȘTII DE SUS Material: lână; urzit cânepă; țesut în 2 ițe; ales cu găurele; ales curb; coloranți vegetali | Piesă compusă din două foi, încheiate pe lungime. Decor geometrizant dispus astfel: întreaga suprafață a chilimului împărțită în pătrate (tăblii), în care este ales motivul "sacsâia cu floare", același motiv dar altfel colorat. Culori: roșu închis (nărunzat), verde praz, piersică, alb, bleumarin, mov, galben lămâie. Chilimul în table întâlnit în Romanați în grupul de sate Celaru, Amărăști, Ghizdăvești etc, reprezintă creația la vârf a chilimului țărănesc datorită surprinzătoarelor și rafinatelor combinații cromatice care au reușit să anihileze monotonia unui singur motiv decorativ. | Muzeul Olteniei. Secția de Etnografie „Casa Băniei”, Craiova | Cimec    |
|      | Covor                            | Datare: 2/2 sec. XIX Descoperit: jud. Dolj, CRAIOVA Material: lână; urzit lână; țesut în 2 ițe; ales cu găurele; ales curb; culori vegetale și minerale | Formă dreptunghiulară. Decorul organizat pe un câmp central și un chenar. Motive decorative, religioase (candelabrul, pristolnicul), avimorfe (păsări bicefale), antropomorfe (păpuși), motive skeomorfe (piepten). Culori naturale și minerale. Câmpul central colorat în bleumarin; chenarul alb; motivele colorate în roșu, alb, galben. Ilustrează capacitatea de sinteză decorativă a creatorilor locali prin preluarea unor motive orientale și integrarea lor în spațiul decorativ al covorului oltenesc. În alte piese motivul se va transforma într-o figură umană. | Muzeul Olteniei. Secția de Etnografie „Casa Băniei”, Craiova | Cimec    |
|      | Chilim                           | Datare: sf. sec. XIX Descoperit: jud. Dolj, com. VALEA STANCIULUI, VALEA STANCIULUI Material: Piesa este lucrată cu băteală din lână într-un fir, urzeală "pitulată" din bumbac în două fire, margini dublate, țesută în război orizontal în două ițe, aleasă cu găurele, culori vegetale.                                                                | Chilim, format din două foi. Decor puternic geometrizat, dispus pe un câmp central și două chenare. Motive: fitomorfe (pomișori, cu frunze în formă de pieptene), antropomorfe (păpuși), candelabre (cu valoare exclusiv decorativă fără conotații religioase specifice orientului), avimorfe (păsări), florale. Câmpul central colorat în vișiniu (vișină putredă). Chenarele în roșu și galben. Motivele colorate în roșu, bleumarin, alb, verde crud, portocaliu, albastru. Variantă a chilimului oltenesc, lucrat în satele din sudul județului Dolj: Valea Stanciului, Orzești, Gângiova, Bârza. | Muzeul Olteniei. Secția de Etnografie „Casa Băniei”, Craiova | Cimec    |
|      | Covor                            | Datare: 2/2 sec. XIX Material: Piesa este lucrată cu băteală din lână într-un fir, și urzeală "pitulată" din lână colorată în două fire, dublată la margini, țesută în război orizontal, aleasă curb și cu găurele; culori vegetale | Formă dreptunghiulară. Compusă din două foi. Decor geometrizant organizat într-un câmp central, îngust, cu dimensiunea celor două chenare. Motive florale fitomorfe, avimorfe (păsări), antropomorfe (păpuși), având ca origine simbolul candelabrului de pe covoarele orientale. Culori: vișiniu, verde gălbui, bej, bleumarin. Piesa a fost expusă la expozițiile organizate de România în străinătate. | Muzeul Olteniei. Secția de Etnografie „Casa Băniei”, Craiova | Cimec    |
|      | Chilim                           | Datare: 4/4 sec. XIX Descoperit: jud. Dolj, CRAIOVA Material: Piesa este lucrată cu băteală din lână și urzeală din bumbac în trei fire, margini dublate, țesută în război vertical și aleasă cu mâna, curb; culori vegetale și minerale | Formă dreptunghiulară. Decorul organizat pe un câmp central și două chenare. Motive fitomorfe (frunze, ramuri), florale, antropomorfe (femei, bărbați îmbrăcați în haine de epocă), avimorfe (păsări), zoomorfe (leu, pisică). Interpretare geometrizantă. Câmpul central colorat în bleumarin închis, chenarele colorate în alb și roșu. Motivele, colorate în roșu, galben, verde, bleumarin, violet. Culori vegetale și minerale. Covor lucrat în atelierele chilimurilor din Craiova, în sec.al XIX-lea folosite la decorarea locuințelor categoriilor înstărite din Craiova: boieri, negustori, funcționari publici etc. | Muzeul Olteniei. Secția de Etnografie „Casa Băniei”, Craiova | Cimec    |
|      | Chilim                           | Datare: sf. sec. XIX Descoperit: jud. Dolj, CRAIOVA Material: Lână, urzit lână (păr răsucit în două fire); băteală: lână (canură într-un fir); țesut în război orizontal în două ițe, urzeală pitulată, ales curb și cu găurele; culori vegetale | Formă dreptunghiulară, compusă din două foi, încheiate la mijloc. Decor geometrizant, dispus pe un câmp central (colorat în bleumarin închis) și un chenar colorat în vișiniu. Decorul, dispus după principiul alternanței și simetriei. Câmpul central, ales cu motive fitomorfe (pomul vieții), avimorfe (păsări); chenar ales cu motive fitomorfe (pomișori). Marginile chilimului ales cu motive geometrice (dinți de ferăstrău). Culori: bleumarin; motive colorate în: roșu, verde, bleumarin. Variantă a chilimului oltenesc care îmbină motive specifice zonei romanați (pomișori) și pomul vieții, motive foarte răspândite dar într-o abordare stilistică originală. | Muzeul Olteniei. Secția de Etnografie „Casa Băniei”, Craiova | Cimec    |
|      | Covor                            | Datare: 1900 Descoperit: jud. Dolj, CRAIOVA Material: Lână; urzit și bătut lână; țesut în război vertical, ales cu fire întrepătrunse; culori naturale; urzeală pitulată | Covor, alcătuit dintr-o singură foaie. Decor naturalist, dispus astfel: un câmp central, nedelimitat, cu un buchet de trandafiri în mijloc și un chenar liber din flori și frunze de trandafiri. Fondul covorului negru; motive colorate în verde, roșu, galben, gri. Piesă specifică pentru categoria covoarelor basarabene. | Muzeul Olteniei. Secția de Etnografie „Casa Băniei”, Craiova | Cimec    |
|      | Chilim                           | Datare: 1/2 sec. XIX Descoperit: jud. Dolj, CRAIOVA Material: Piesa este lucrată cu băteală din lână într-un fir, și urzeală "pitulată" din lână, margine dublată, țesută în război vertical și aleasă; culori vegetale | Piesă compusă dintr-o singură foaie. Decor geometrizat, dispus pe un câmp central, colorat în vișiniu, împărțit în trei segmente longitudinale și două chenare colorate în bleumarin și alb. Separarea câmpului central în segmente, realizată prin vergi bleumarin iar chenarele prin vergi roșii. Motive geometrice, în formă de "S", avimorfe (păsări), motive compuse, având la bază simbolul ceainicului de pe chilimurile orientale, motive fitomorfe (frunze). Fond vișiniu; culori: vișiniu, alb, bleumarin, verde. Prin tehnica folosită, compoziție, motive, chilimul aparține stilului decorativ sud-dunărean (balcanic), specific centrelor de la Kiprovăț și Pirot. În Craiova la 1832, din 3350 de familii exista o colonie de 70 de familii de bulgari și de sârbi, negustori și meșteșugari. Această realitate a permis cunoașterea directă a chilimului sud-dunărean, adus probabil de negustori sud-dunăreni la Craiova. | Muzeul Olteniei. Secția de Etnografie „Casa Băniei”, Craiova | Cimec    |
|      | Chilim                           | Datare: sf. sec. XIX Descoperit: jud. Dolj, CRAIOVA Material: Piesa este lucrată cu băteală din lână într-un fir și urzeală "pitulată"din bumbac, țesută în război orizontal și aleasă cu mâna cu găurele; coloranți vegetali | Format dreptunghiular, compusă din două foi. Decorul organizat pe un câmp central și un chenar, alternanță decorativă. Motive fitomorfe (ramuri), motive scheomorfe (piepten, mâini), decor geometrizant. Câmpul central bleumarin, chenarul colorat în roșu, motivele colorate în galben, bleumarin, verde, alb, roșu, violet; culori vegetale. Piesă importantă, datorită mâinii sau pieptenului, motiv specific zonei Romanați. Originea motivului se regăsește în cultul antic al lui Sabazias existent în Dacia, care avea ca simbol mâna, simbol preluat și de religia creștină. | Muzeul Olteniei. Secția de Etnografie „Casa Băniei”, Craiova | Cimec    |
|      | Chilim                           | Datare: 4/4 sec. XIX Descoperit: jud. Dolj, VALEA STANCIULUI Material: Lână; urzit și bătut lână, țesut (război orizontal) în două ițe, urzeală ascunsă, ales cu găurele și curb; culori vegetale | Formă dreptunghiulară, compusă din două foi. Decor geometrizant, dispus pe un câmp central, în care este delimitat un al doilea câmp; chenar dublu, de lățimi diferite. Principiul simetriei și alternanței în dispunerea motivelor. Motive: fitomorfe (pomul vieții), avimorfe (păsări simple și bicefale), scheomorfe (pieptene), geometrice (triunghiuri). Cromatică: bleumarin, roșu, galben, verde. Piesă importantă prin preluarea unor motive cu particularități de stilizare de pe chilimul sud-dunărean și dispunerea lor într-un alt ritm, organizare a spațiului decorativ și combinare a motivelor, generând stilul decorativ al chilimului oltenesc. | Muzeul Olteniei. Secția de Etnografie „Casa Băniei”, Craiova | Cimec    |
|      | Chilim                           | Datare: Începutul sec. Al XIX - lea Descoperit: jud. Dolj Material: Piesa este lucrată cu băteală din lână într-un fir și urzeală "pitulată" din lână în două fire cu 6 S-uri/cm; pigmenți vegetali/țesută în război vertical; alesătură curbă | Formă dreptunghiulară; compusă dintr-o singură bucată; decorul organizat printr-un câmp central, cu fond gri deschis, două chenare, de culoare albă și respectiv, albastru, precum și o bordură violetă; motivație florală distribuită în toate zonele; în câmpul central, o scenă de vânătoare: vânător cu câine de vânătoare; motive avimorfe: vultur, rață; motivele tratate preponderent curbiliniu; cromatica; alb, violet, albastru, crem. | Muzeul Olteniei. Secția de Etnografie „Casa Băniei”, Craiova | Cimec    |
|      | Chilim                           | Datare: Lucrat la sfârșitul sec. Al XIX-lea Descoperit: București Material: Piesa este lucrată cu băteală din lănă într-un fir (cu 12 fire/cm) și urzeală "pitulată" din bumbac în două fire, cu 6 S-uri/cm; coloranți naturali/țesută în război vertical, alesătură curbă, bătută cu furculița                                                           | Format dreptunghiular, dintr-o singură bucată. Decorul organizat astfel: un câmp central, cu chenar și două borduri. Câmpul central este decorat cu motive antropomorfe (femei îmbrăcate în costume de epocă), un bărbat călare pe un cal cu motive zoomorfe (pește, broască țestoasă, șarpe); motive avimorfe; motive florale (trandafiri, frunze, flori, ramuri). Chenarul este decorat cu motive vegetale (frunze geometrizate). Bordurile alese cu motive skeomorfe (pieptăn sau furculiță). Cromatica: câmpul central: alb-galben; chenarul: bleumarin; bordurile colorate în roșu. Motivele: roșu, roz, verde, alb. | Muzeul Olteniei. Secția de Etnografie „Casa Băniei”, Craiova | Cimec    |
|      | Chilim                           | Datare: Al doilea sfert al secolului al XIX-lea Descoperit: jud. Dolj, Craiova Material: Piesa este lucrată cu băteală din lână într-un fir (8 fire/cm) și urzeală "pitulată"din lână în două fire cu 5 răsucite/cm; margini dublate; pigmenți naturali/țesută în război vertical cu alesătură curbă                                                      | Piesa are formă dreptunghiulară; decorul este alcătuit și spațiat printr-un câmp central, fond bleumarin, două chenare, alb, respectiv roșu, precum și o bordură bleumarin; în centrul geometric al câmpului, un vas cu flori (amintind de kantaros-ul grecesc) înconjurat de motive fitomorfe stilizate; pe axa verticală, în partea inferioară și superioară, două păsări; chenarele, sunt decorate cu motive fitomorfe stilizate; în chenarul interior se distinge un brâu continuu ("vrejul"). Cromatica motivelor: roșu, alb, roz, violaceu, liliachiu și verde. | Muzeul Olteniei. Secția de Etnografie „Casa Băniei”, Craiova | Cimec    |
|      | Chilim                           | Datare: Sfărșitul sec. Al XIX-lea Descoperit: jud. Dolj, Craiova Material: Piesa este lucrată cu băteală din lână și urzeală "pitulată"; din lână în două fire cu 7 S-uri/cm; coloranți naturali/țesută în război orizontal; alesătură cu mâna | Formă dreptunghiulară compusă din două foi cusute pe mijloc pe lungime, câmpul central în negru, două chenare în alb cel interior și respectiv roșu, cu borduri în mov și verde; în câmpul central șase păpuși, păsări, motivele mâinii (E), ceainicului, iar pe chenarul roșu - motivul candelabrului - Karacica, structuri geometrizate pe chenarul alb, cromatica motivației: galben, violet, roșu, griuri colorate. | Muzeul Olteniei. Secția de Etnografie „Casa Băniei”, Craiova | Cimec    |
|      | Chilim                           | Datare: Al doilea sfert al sec. Al XIX-lea. Descoperit: jud. Dolj, Craiova Material: Chilim cu băteală și urzeală din lână în două fire cu 6 S-uri/cm; pigmenți naturali și chimici/război vertical; alesătură curbă | Format dreptunghiular; o singură bucată; decorul organizat dintr-un câmp central, cu fond maro, două chenare, alb, respectiv, roșu, precum și o bordură dințată de culoare verde; motive vegetale, florale, distribuite în toate suprafețele; în centrul geometric al țesăturii, un vas cu flori în jurul căruia este ordonat tot decorul; motivele sunt redate predominant curbiliniu-orizontalizant și parțial geometrizante/romb; cromatica motivelor: roșu, verde, violet, galben, albastru. | Muzeul Olteniei. Secția de Etnografie „Casa Băniei”, Craiova | Cimec    |
|      | Chilim                           | Datare: Sfărșitul sec. Al XIX-lea Descoperit: București Material: Piesa este lucrată cu băteală din lână într-un fir (cu 8 fire/cm), iar ornamentele cu 16 fire/cm și urzeală din bumbac în trei fire cu 8 S-uri/cm, margine dublată; pigmenți naturali/țesută în război vertical cu alesătură curbă                                                      | Piesa, compusă dintr-o singură bucată, are decorul format dintr-un câmp central roșu, trei chenare, alb (cel interior), respectiv maro, roșu - maro și roșu; motivele florale sunt distribuite peste tot, parțial geometrizate - romb; în câmpul central trei grupuri de păsări de câte două, orientate spre centru, iar în centrul absolut al câmpului, un vas cu "pomul vieții" (prezent pe mediana câmpului în trei rânduri), având în vârf o pasăre; cromatica motivelor: galben, roșu, griuri verzui. | Muzeul Olteniei. Secția de Etnografie „Casa Băniei”, Craiova | Cimec    |
|      | Chilim                           | Datare: Al treilea sfert al secolului al XIX - lea Descoperit: jud. Dolj, Craiova Material: Piesa este lucrată cu băteală din lână într-un fir (16 fire/cm) și urzeală "pitulată"din bumbac în 4 fire cu 8 S - uri/cm, margine dublată; pigmenți naturali/țesută în război orizontal, alesătură geometrică "cu tăieturi"                                  | Format dreptunghiular; piesa este formată din două foi cusute pe mijloc pe lungime; decorul este organizat printr-un câmp central, cu fond gri-verzui, două chenare de culoare alb-gălbui, respectiv roșu și o bordură dințată maronie; motivele fitomorfe sunt distribuite în câmpul central și chenarul roșu, inclusiv motivul sacsiei cu flori și "pomișorul"; în chenarul roșu, apar motivul pieptenelui/mâinii, structuri geometrice bazate pe romb și izolat o pasăre; cromatica motivelor: roșu, alb, gri. | Muzeul Olteniei. Secția de Etnografie „Casa Băniei”, Craiova | Cimec    |
|      | Chilim                           | Datare: Sfârșitul secolului al XIX - lea Descoperit: jud. Dolj, Craiova Material: Piesa este lucrată cu băteală din lână ( 12 fire pe centimetru), urzeală din lână din două fire răsucite cu 3 S-uri pe centimetru, cu marginea dublată; pigmenți vegetali și minerali/țesută în război orizontal; alesătură cu mâna printre fire.                       | Format dreptunghiular; piesa este compusă din două foi cusute pe mijloc pe lungime; decorul este alcătuit dintr-un câmp central negru, două chenare, alb-cel interior, și roșu-cel exterior, precum și dintr-o bordură dințată de culoare galbenă și neagră; motivele fitomorfe sunt distribuite în toate zonele, pomișori pe chenarul roșu; în câmpul central, păsări și trei cai roșii mari, o altă pasăre, pe chenarul roșu; alternanță a motivelor; cromatica motivelor: roșu, alb, galben, albastru. | Muzeul Olteniei. Secția de Etnografie „Casa Băniei”, Craiova | Cimec    |
|      | Chilim                           | Datare: Al treilea sfert al secolului al XIX - lea Descoperit: jud. Dolj, Craiova Material: Piesa este lucrată cu băteală din lână într-un fir (16 fire/cm)și urzeală "pitulată"din lînă în două fire cu 4 S-uri/cm; coloranți vegetali/țesută în război vertical, combinație în tehnica alesăturii curbe cu cea "în găurele"                             | Piesă de formă dreptunghiulară, formată dintr-o singură bucată. Decorul organizat astfel: un câmp central, două chenare și două borduri. Câmpul central: motive zoomorfe (căprioară); motive fitomorfe (ramuri, frunze). Chenarele decorate cu motive fitomorfe (frunze), motive antropomorfe ("păpuși" cu două capete de pasăre). Bordurile decorate cu motive vegetale puternic geometrizate. Cromatica: câmpul central și chenarele colorate în roșu. Bordurile colorate în bleumarin și roșu-cărămiziu. Motivele colorate în alb, albastru, verde-prăzuliu, liliachiu. | Muzeul Olteniei. Secția de Etnografie „Casa Băniei”, Craiova | Cimec    |
|      | Chilim                           | Datare: 1893 Descoperit: jud. Dolj, Craiova Material: Piesa este lucrată cu băteală din lână și bumbac, într-un fir (4 fire/cm) și urzeală "pitulată"din lână în două fire cu 5 S-uri/cm, margini dublate; pigmenți naturali/țesută în război vertical, alesătură cu mână                                                                                 | Formă dreptunghiulară; lucrată dintr-o singură bucată; decorul organizat cu un câmp central și două chenare; câmpul central decorat cu motive zoomorfe (cal); motive avimorfe (pupeze); motive florale (mărgăritar); motive fitomorfe (ramuri, frunze); chenarele sunt decorate cu motive florale geometrizate și motive antropomorfe în costume locale (păpuși); cromatica fondului general: vișiniu; câmpul central colorat în vișiniu închis; chenarele colorate în alb și vișiniu; motivele colorate în galben-cărămiziu, alb, verde, albastru închis. | Muzeul Olteniei. Secția de Etnografie „Casa Băniei”, Craiova | Cimec    |
|      | Chilim                           | Datare: A doua jumătate a secolului al XIX - lea Descoperit: jud. Dolj, Craiova Material: Piesa este lucrată cu băteală din lână (16 fire/cm) și urzeală din lână din 4 fire răsucite în 7S-uri/cm; | Piesa, compusă dintr-o singură bucată, are un câmp central cu fondul negru și un chenar îngust/bordură de culoare maro; motivele fitomorfe sunt predominante în câmpul central - "pomul vieții" reluat în grupuri de câte două, de 6 ori pe lungimea țesăturii; se adaugă un chenar interior pe fondul negru tot din motive fitomorfe; cromatica motivelor: alb, cafeniu, violaceu, gri-verzui. | Muzeul Olteniei. Secția de Etnografie „Casa Băniei”, Craiova | Cimec    |
|      | Chilim                           | Datare: 1880 Descoperit: jud. Dolj, Craiova Material: Piesa este lucrată cu băteală din lână într-un fir și urzeală "pitulată" din lână în două fire răsucite (cu 4S-uri/cm); coloranți vegetali și minerali/ țesute în război vertical în alesătură curbă; b[tut cu furculița                                                                            | Formă dreptunghiulară; piesa este compusă dintr-o singură bucată; decorul organizat printr-un câmp central, fond roșu și două chenare, alb - cel interior și grena - cel exterior, precum și o bordură dințată în roșu; motive fitomorfe în toate zonele; în câmpul central: "pomul vieții", o pisică, pasăre mare în stânga jos și alta mică în dreapta jos, precum și un pește; cromatica motivelor: violeturi, griuri verzi; parte din motivele florale sunt geometrizate. | Muzeul Olteniei. Secția de Etnografie „Casa Băniei”, Craiova | Cimec    |
|      | Chilim                           | Datare: Al treilea sfert al secolului al XIX-lea Descoperit: jud. Dolj, Craiova Material: Piesa este lucrată cu băteală din lână (mai groasă la ornamente și mai subțire la fond), cu 14 fire/cm la fond și 12 fire/cm la ornamente, și urzeală, și "pitulată" din bumbac în 3 fire cu 12 S-uri/cm; pigmenți vegetali/țesută în război vertical, alesătur | Format dreptunghiular; piesa este compusă dintr-o singură bucată; decor organizat printr-un câmp central, fond bej și trei chenare de culoare roșie - cel interior, respectiv bej și albastru; motivul predominant este cel floral prezent în toate câmpurile decorative; în centru, motivul vasului cu flori (kantaros), precum și două păsări (cuci - identificare locală) așezate deasupra și dedesuptul vasului; cromatica fondurilor: roșu, bej, albastru; cromatica motivelor: tonuri violacee, verzui, griuri, alb. | Muzeul Olteniei. Secția de Etnografie „Casa Băniei”, Craiova | Cimec    |
|      | Chilim                           | Datare: Sfârșitul sec. Al XIX-lea și începutul sec al XX-lea Descoperit: jud. Dolj, Craiova Material: Piesa este lucrată cu băteală din lână și bumbac într-un fir (12 fire/cm) și urzeală "pitulată"din cânepă în două fire cu 3 S-uri/cm; pigmenți naturali/țesută în război orizontali; alesătură cu mâna                                              | Format dreptunghiular; piesă compusă din două părți; decorul organizat printr-un câmp central și două chenare; câmpul central conține 6 nișe decorate, la rândul lor, cu câte o "păpușă" fiecare, precum și cu motive avimorfe stilizate și florale. Chenarele alese cu "motivul racului", "pieptenelui" și motive florale. Cromatica fondului general: roșu; câmpul central colorat în maro închis; chenarele colorate în alb și roșu. Motivele colorate în alb, verde, roșu, galben, ruginiu, bleumarin. | Muzeul Olteniei. Secția de Etnografie „Casa Băniei”, Craiova | Cimec    |
|      | Chilim                           | Datare: Al doilea sfert al secolului al XIX-lea Descoperit: jud. Dolj, Craiova Material: Piesa este lucrată cu băteală din lână, dintr-un singur fir ( 7 fire/cm) și urzeală "pitulată" din bumbac în trei fire răsucite cu 8 S-uri/cm; pigmenți naturali/țesută în război vertical cu alesătură curbă                                                    | Piesă dintr-o singură bucată de formă dreptunghiulară; decorul este format dintr-un câmp central și două chenare. Câmpul central este decorat cu motive fitomorfe, avimorfe, geometrice; chenarele alese cu motive vegetale și florale. Cromatică: câmpul central, fond cafeniu; fondul chenarelor: alb, roșu; cromatica motivelor: alb, roșu, cafeniu, verde. | Muzeul Olteniei. Secția de Etnografie „Casa Băniei”, Craiova | Cimec    |
|      | Chilim                           | Datare: Sfărșitul sec. Al XIX-lea, începutul sec. Al XX-lea Descoperit: jud. Dolj, com. Giurgița Material: Piesa este lucrată cu băteală din lână într-un fir (10 fire/cm) și urzeală "pitulată"din bumbac cu 3 S-uri/cm; pigmenți naturali și chimici/țesută orizontal; alesătură cu mâna                                                                | Formă dreptunghiulară. Compusă din două foi. Decorul organizat într-un câmp central și două chenare; câmpul central decorat cu motive fitomorfe stilizate și motive avimorfe ("curcani" - identificare locală) chenarele sunt decorate cu motive antropomorfe ("păpuși"), fitomorfe stilizate și motive geometrice. Cromatică: câmpul central - fond roșu; chenarele: fond grena, respectiv galben; cromatica motivelor: galben, roșu, verde, crem și alb. | Muzeul Olteniei. Secția de Etnografie „Casa Băniei”, Craiova | Cimec    |
|      | Chilim                           | Datare: Începutul sec. Al XX-lea Descoperit: jud. Dolj, com. Amărăștii de Sus Material: Piesa este lucrată cu băteală din lână într-un fir (12 fire/cm) și urzeală "pitulată"din lână în două fire, pigmenți minerali și vegetali/țesută în război orizontal, aleasă cu mâna                                                                              | Formă dreptunghiulară. Compusă din două foi. Decorul organizat într-un câmp central și două chenare; câmpul central decorat cu motive fitomorfe stilizate și motive avimorfe ("curcani" - identificare locală), chenarele sunt decorate cu motive antropomorfe ("păpuși"), fitomorfe stilizate și motive geometrice. Cromatică: câmpul central - fond roșu; chenarele: fond grena, respectiv galben; cromatica motivelor: galben, roșu, verde, crem și alb. | Muzeul Olteniei. Secția de Etnografie „Casa Băniei”, Craiova | Cimec    |
|      | Chilim                           | Datare: Al treilea sfert al sec. Al XIX-lea Descoperit: jud. Dolj, Craiova Material: Piesa lucrată cu băteală din lână într-un fir (14 fire/cm) și urzeală "pitulată"din lână în două fire cu 4S-uri/cm; pigmenți vegetali și minerali/țesută în război vertical, alesătură curbă                                                                         | Piesă de formă dreptunghiulară, dintr-o singură bucată; decorul este organizat și ordonat printr-un câmp central, fond roșu - violet și două chenare, alb - cel interior și albastru închis, cel exterior, precum și printr-o bordură violet; motivele florale sunt prezente în toate zonele; în câmpul central un vas cu flori și două păsări, deasupra și dedesubt, orientate identic; motivele florale sunt parțial geometrizate, predominant oblic - orizontalizate, cu cromatica: griuri verzui, alb, roșu-violet. | Muzeul Olteniei. Secția de Etnografie „Casa Băniei”, Craiova | Cimec    |
|      | Chilim                           | Datare: Sfârșitul sec. Al XIX-lea Descoperit: jud. Dolj, Craiova Material: Piesa este lucrată cu băteală din lână subțire (14 fire/cm) și urzeală "pitulată" din bumbac cu două fire la margine triplate; pigmenți naturali/război de țesut vertical; alesătură curbă                                                                                     | Formă dreptunghiulară; piesa este compusă dintr-o singură bucată; decorul este organizat printr-un câmp central cu fond bleumarin, două chenare, alb - cel intern și, respectiv, roșu, precum și bordură cafenie pe margine; motivele florale sunt prezente în toate zonele; în câmpul central este reluată pe verticală o compoziție dublă cu "pomul vieții", cu câte cinci păsări fiecare, dintre care una în vârf; cromatica motivelor: roșu, alb, griuri, verde; compoziția este simetrică pe axa verticală. | Muzeul Olteniei. Secția de Etnografie „Casa Băniei”, Craiova | Cimec    |
|      | Chilim                           | Datare: Sfârșitul sec.al XIX-lea Descoperit: jud. Dolj, Craiova Material: Piesă țesută cu băteală din lână (12 fire/cm), cu urzeală "pitulată", din bumbac cu 7 S-uri/cm; margini dublate; pigmenți naturali/țesută în război vertical cu alesătură curbă                                                                                                 | Format dreptunghiular; piesa formată dintr-o singură bucată; decorul alcătuit dintr-un câmp central cu fond galben, din două chenare, alb - cel intern, respectiv roșu și bordură dințată galbenă; motive florale în toate zonele; în câmpul central - bărbați, femei, animale - căprioară, păsări; cromatica fondurilor: galben, alb, roșu; cromatica generală a motivelor: roșu, alb, violet, galben, gri-albăstrui. | Muzeul Olteniei. Secția de Etnografie „Casa Băniei”, Craiova | Cimec    |
|      | Chilim Autor: Martie, Eugenia    | Datare: 1899 Descoperit: jud. Dolj, com. Valea Stanciului, Valea Stanciului Material: Fire din lână și bumbac, țesut în război orizontal | Chilim, din două bucăți încheiate longitudinal, chenar roșu cu borduri de culoare albă, galbenă, albastră și mov, cu frunze verzi. În mijloc motive zoomorfe - 4 cai însemnați cu „cioltare” de diferite culori. Caii din partea dreaptă sunt despărțiți de caii din stânga de două crenguțe cu câte cinci flori. În cele 4 colțuri, în zona unde sunt caii se află 4 fluturi, 2 culoare alb, 2 culoare roșu. Inscripția se află pe un chenar galben. | Muzeul Câmpiei Băileștilor, Băilești                         | Cimec    |
|      | Chilim Autor: Anghel, Floarea    | Datare: Sfârșitul secolului al XIX-lea, începutul secolului al XX-lea Descoperit: jud. Dolj, com. Giurgița Material: Fire din lâna și bumbac, vopsite natural. | Covor oltenesc - chilim cu abundență de motive și simboluri. În câmpul central, pe fond roșu, armonizat de motive avimorfe si fitomorfe stilizate (ramuri cu frunze, mărgăritar și păsări în număr de 6). Câmpul central este înconjurat de două chenare, unul portocaliu, delimitat de câmpul central printr-o dungă zimțată neagră, decorat cu motive fitomorfe. Chenarul de margine, de culoare gri închis este prevăzut cu motive stilizate fitomorfe și zoomorfe. | Muzeul Câmpiei Băileștilor, Băilești                         | Cimec    |
|      | Scoarță Autor: Mitroi, Elisabeta | Datare: Sfârșitul secolului al XIX-lea, începutul secolului al XX-lea Descoperit: jud. Dolj, com. Cioroiași, Cioroiași Material: Fire din lână și bumbac, țesut în război orizontal. | Scoarță în vergi de culoare roșie și neagră, delimitate prin dungi albe și galbene. Pe două vergi, una roșie, alta neagră, motive stilizate avimorfe și fitomorfe. Alte două benzi, pe fondul roșu, sunt decorate cu motive antropomorfe diferite de celelalte benzi. Forma dreptunghiulară, din două bucăți încheiate pe mijloc. | Muzeul Câmpiei Băileștilor, Băilești                         | Cimec    |

## Fond
| Foto | Informații generale                         | Detalii tehnice | Descriere | Deținător                                                    | Legături |
| ---- | ------------------------------------------- | --- | --- | ------------------------------------------------------------ | -------- |
|      | Covor                                       | Datare: 4/4 sec.XIX. Sfârșitul sec.al XIX-lea, începutul sec.al XX-lea. Descoperit: jud. Dolj, Craiova Material: Lână. Țesut în două ițe. Urzit lână (păr împletit în două ițe) și bătut lână (canură). Lucrat în război orizontal. Ales cu găurele și curb. Urzeală pitulată. Culori vegetale.                                                 | Format dreptunghiular dintr-o singură bucată. Decor geometric organizat într-un câmp central și un chenar. Motive geometrice, romb crenelat, pristolnic. Motive florale: floarea mare formată dintr-o asociere de romburi în număr de șapte. Chenar colorat în brun. Motivele colorate în roșu, galben, verde prăzuliu, negru. | Muzeul Olteniei. Secția de Etnografie „Casa Băniei”, Craiova | Cimec    |
|      | Chilim                                      | Datare: 1/4 sec.XX. Începutul sec.al XX-lea. Descoperit: jud. Dolj, Craiova Material: Lână, bumbac. Țesut în război orizontal, ales curb. Culori chimice și naturale. | Compusă din două foi. Suprafața covorului structurată astfel: un câmp central colorat grena și două chenare colorate în galben și roșu. Inventar decorativ format din motive avimorfe: lebede, păsări gri individualizate, motive vegetale, frunze, motive florale, trandafiri, motive scheomorfe, vase cu flori. Motivele colorate în alb, violet, galben, gri, roz, verde. Culori chimice și naturale. | Muzeul Olteniei. Secția de Etnografie „Casa Băniei”, Craiova | Cimec    |
|      | Chilim                                      | Datare: 1/4 sec.XX. Primul sfert al sec.al XX-lea. Descoperit: jud. Dolj, Craiova Material: Urzeală și băteală din lână, război de țesut vertical, ales curb și cu găurele. Culori naturale și chimice. | Piesa este compusă din două foi încheiate pe lungime/mijloc,are câmpul central în albastru - violet, două chenare în alb și roșu, cu bordură în verde și albastru (dințată); motive florale și geometrice, precum și pristolnicul sunt utilizate diferențiat în spațiile țesăturii; motive florale la câmpul central și chenarul roșu, pristolnicul la câmpul central, rombul la chenarele alb și roșu, precum și în câmpul central. | Muzeul Olteniei. Secția de Etnografie „Casa Băniei”, Craiova | Cimec    |
|      | Chilim                                      | Datare: 1/4 sec.XX. Primul sfert al sec.al XX-lea. Descoperit: jud. Dolj, com. AMĂRĂȘTII DE SUS Material: Băteală din lână și urzeală din bumbac, război de țesut orizontal, țesut în două ițe, ales cu mâna, curb cu găurele. | Piesa este compusă din două foi cusute pe mijloc/lungime, câmpul central în albastru, două chenare în galben (cel interior) și respectiv în roșu, bordură dințată în albastru; motive florale geometrizate în structuri romboidale în toate zonele; în câmpul central - crenguțe dispuse orizontal intercalate cu șiruri de structuri romboidale predominante; cromatica motivelor - roșu, violet, albastru, verde, galben. Culori chimice și naturale. | Muzeul Olteniei. Secția de Etnografie „Casa Băniei”, Craiova | Cimec    |
|      | Covor                                       | Datare: 1/4 sec.XX. Primul sfert al sec.al XX-lea. Descoperit: jud. Dolj, Craiova Material: Lână, bumbac, război de țesut orizontal, țesut în două ițe, ales curb și cu găurele. | Piesa este formată din două foi, cusute pe lungime, câmp central în roșu, bordură albă, chenar amplu cu fond marginal în roșu, decorat cu motive florale în verde/vișiniu, precum și motive spiraloide în alb și galben; pe câmpul central - păsări și flori în dispunere simetrică, cu cromatica: galben, alb, verde; albastrul și violetul, sporadic. | Muzeul Olteniei. Secția de Etnografie „Casa Băniei”, Craiova | Cimec    |
|      | Scoarță                                     | Datare: 1/4 sec.XX. Primul sfert al sec. al XX-lea. Descoperit: jud. Dolj, Craiova Material: Lână, război de țesut orizontal. Culori chimice și naturale. | Piesa este compusă din două foi cusute pe mijloc. Pe întreaga suprafață alternează registre divers colorate delimitate de vergi colorate diferit. Registrele colorate în roșu, galben, maro. Vergile colorate în alb, gălbui, roșu, maro, albastru. Culori naturale și chimice. Vopsitul firelor de lână credem că a fost făcută de profesioniști în boiangeriile care funcționau în Craiova, dar și în unele comune din Oltenia. | Muzeul Olteniei. Secția de Etnografie „Casa Băniei”, Craiova | Cimec    |
|      | Chilim                                      | Datare: 4/4 sec. XIX. Ultimul sfert al sec. al XIX-lea. Descoperit: jud. Olt, com. ORLEA, Gura Padinii Material: Băteală din lână și urzeală din cânepă, război de țesut orizontal, ales curb și cu găurele. | Piesa este compusă din două foi cusute pe mijloc/lungime, câmp central în negru, chenarul în roșu cu două borduri în galben și respectiv în negru; motivul pieptenelui/greblă prezent pe chenar, iar motivul păsării în câmpul central, către 2x2 pe fiecare rând (13); cromatica motivelor - roșu, alb, galben, albastru; lipsește chenarul pe marginile inferioară și superioară. | Muzeul Olteniei. Secția de Etnografie „Casa Băniei”, Craiova | Cimec    |
|      | Scoarță                                     | Datare: 1/4 sec.XX. Primul sfert al sec.al XX-lea. Descoperit: jud. Dolj, Craiova Material: Lână, bumbac, război de țesut orizontal. Aleasă cu găurele și urzeală pitulată. Culori naturale și chimice. | Piesa este formată din două foi cusute pe mijloc/lungime, vergi în verde, roșu, maro - late, precum și altele înguste în galben, albastru - simple, iar altele de lățime mijlocie sunt ornamentate cu triunghiuri în violet, galben, alb etc. Dispunere simetrică pe lungimea scoarței: verde - roșu - maro - verde. | Muzeul Olteniei. Secția de Etnografie „Casa Băniei”, Craiova | Cimec    |
|      | Covor                                       | Datare: 1/4 sec.XX. Începutul sec.al XX-lea. Descoperit: jud. Vâlcea, com. GRĂDIȘTEA, Valea Grădiștei Material: Lână, bumbac, război de țesut orizontal, ales cu mâna, curb. Culori chimice și naturale. | Formă dreptunghiulară. Compusă din două foi. Decor organizat pe un câmp central și două chenare. Motive compuse: romb - pristolnic, motiv geometric - pristolnic. Câmp central colorat în roșu. Chemarele colorate în verde și brun. Bordură în verde și roșu. | Muzeul Olteniei. Secția de Etnografie „Casa Băniei”, Craiova | Cimec    |
|      | Chilim                                      | Datare: 1/4 sec.XX. Începutul sec.al XX-lea. Descoperit: jud. Dolj, com. Amărăști, Amărăștii de Sus Material: Lână, cânepă, război de țesut orizontal. Țesut în două ițe. Urzeală ascunsă. Culori naturale și chimice. | Piesa este compusă din două foi cusute pe mijloc/lungime, câmp central în verde, chenar în roșu cu bordură interioară sub forma unui șir alb de triunghiuri, cealaltă bordură în negru și galben; pristolnicul/romb crenelat este prezent pe chenar, iar pe câmpul central sunt structuri geometrice - romb/hexagon, precum și flori stilizate geometric; cromatica motivelor - verde, violet, galben. | Muzeul Olteniei. Secția de Etnografie „Casa Băniei”, Craiova | Cimec    |
|      | Covor oltenesc                              | Datare: 1/4 sec.XX. Începutul sec.al XX-lea. Descoperit: jud. Dolj, Craiova Material: Lână, război de țesut vertical, ales curb. Culori naturale. | Piesa este compusă dintr-o singură bucată, câmp central în alb, chenar în maro, plus bordură dințată în alb; motivele florale sunt dispuse în ambele zone, predominant curbiliniu - orizontalizat și parțial geometrizat/romb; cromatica motivelor: roșu, galben, verde, violet. Culori naturale. | Muzeul Olteniei. Secția de Etnografie „Casa Băniei”, Craiova | Cimec    |
|      | Covor                                       | Datare: 1/4 sec.XX. Primul sfert al sec.al XX-lea. Descoperit: jud. Dolj, Craiova Material: Lână. Urzit și bătut lână. Țesut în două ițe în război orizontal. Ales cu mâna. Urzeală ascunsă cu fire întrepătrunse. Culori naturale și chimice.                                                                                                  | Piesa este formată din două foi cusute pe mijloc/lungime, câmpul central în brun decorat cu pristolnice/romburi crenelate, chenarul în roșu decorat cu flori geometrizate: romb/hexagon, și mărginit cu un șir galben de triunghiuri spre câmpul central și cu alt șir/bordură dințată în gri; cromatica motivelor: alb, violet, galben, gri albastru. | Muzeul Olteniei. Secția de Etnografie „Casa Băniei”, Craiova | Cimec    |
|      | Covor                                       | Datare: 4/4 sec.XX. Sfârșitul sec. al XIX-lea. Descoperit: jud. Dolj, Craiova Material: Lână, război de țesut vertical. Ales curb. Culori naturale. | Piesa este formată dintr-o singură bucată, câmpul central în vișiniu, chenar în brun având spre interior o bordură din linie albă șerpuită, iar spre exterior o bordură dințată maronie; motivele florale sunt distribuite în toate zonele și redate parțial prin geometrizare/romb; pe chenare este prezent rombul crenelat având în mijloc pristolnicul; cromatica motivelor: violet, alb, albastru. | Muzeul Olteniei. Secția de Etnografie „Casa Băniei”, Craiova | Cimec    |
|      | Scoarță                                     | Datare: 1/4 sec. XX. Primul sfert al sec. al XX/lea. Descoperit: jud. Dolj, Craiova Material: Lână, război de țesut orizontal, ales cu urzeală pitulată, coloranți naturali și chimici. | Piesa este compusă din două foi cusute pe mijloc/lungime, fond general roșu cu vergi și registre cu alesături în romburi concentrice (floarea mare) înșirate orizontal: cromatica motivelor și vergilor: alb, negru, verde, albastru, violet. | Muzeul Olteniei. Secția de Etnografie „Casa Băniei”, Craiova | Cimec    |
|      | Scoarță                                     | Datare: 1/4 sec. XX. Primul sfert al sec. al XX-lea. Descoperit: jud. Dolj, Craiova Material: Lână. Urzit și bătut lână. Țesută în două ițe și război orizontal. Aleasă cu mâna. Urzeală ascunsă cu fire întrepătrunse. Culori vegetale. | Piesă formată dintr-o singură foaie. Decor geometric format din romburi concentrice dispuse pe suprafața întregii piese. Motive geometrice (romburi), religioase (pristolnic). | Muzeul Olteniei. Secția de Etnografie „Casa Băniei”, Craiova | Cimec    |
|      | Covor - foaie                               | Datare: 2/4 sec.XX. Al doilea sfert al sec. al XX-lea. Descoperit: jud. Mehedinți, com. BALTA Material: Lână, război de țesut orizontal. Ales cu urzeală întrepătrunsă și pitulată. Culori chimice și naturale. | Piesa este compusă dintr-o singură foaie. Motivele dispuse în șiruri pe întreaga suprafață. Motive compuse: pristolnic cu un romb în mijloc. La capetele covorului un șir de triunghiuri. Fondul colorat în negru. Motivele colorate în galben, violet, castaniu, roz. Culori naturale și chimice. | Muzeul Olteniei. Secția de Etnografie „Casa Băniei”, Craiova | Cimec    |
|      | Scoarță                                     | Datare: 2/4 sec.XX. Al doilea sfert al sec. al XX-lea. Descoperit: jud. Dolj, Craiova Material: Băteală din lână și urzeală din bumbac, război de țesut orizontal, ales cu găurele, pigmenți chimici și naturali. | Piesa este compusă dintr-o singură foaie, un șir de trei structuri cu romburi concentrice pe mijloc încadrat de două șiruri de jumătăți de romburi; în mijlocul rombului este motivul pristolnicului; cromatica: grena, albastru, alb, verde. Culori chimice și naturale. | Muzeul Olteniei. Secția de Etnografie „Casa Băniei”, Craiova | Cimec    |
|      | Scoarță                                     | Datare: 2/2 sec. XX. Al doilea sfert al sec. al XX-lea. Descoperit: jud. Gorj, com. DRĂGUȚEȘTI, Văleni Material: Lână, bumbac, război de țesut orizontal, aleasă cu urzeală pitulată, culori chimice și naturale. | Piesa este formată din două foi cusute la mijloc/lungime, aleasă în vergi de diverse mărimi și culori; registre cu romburi cu cârlige predominante/patru rânduri; cromatica vergilor - roșu, verde, albastru, iar a motivelor - alb, albastru, verde, galben. Culori chimice și naturale. | Muzeul Olteniei. Secția de Etnografie „Casa Băniei”, Craiova | Cimec    |
|      | Chilim                                      | Datare: 4/4 sec.XIX. Sfârșitul sec.al XIX-lea. Descoperit: jud. Dolj, Craiova Material: Lână, bumbac, război de țesut vertical, ales curb. Culori vegetale. | Piesa este formată dintr-o singură bucată, fond general în roșu, chenar dublu, cel din interior din dreptunghiuri verzi și negre, iar pe cel exterior motivul păsării cu două capete, plus bordură neagră; în restul suprafeței motive stilizate prin multiplicarea unei structuri pe bază de romb continuat cu un E (pieptene), precum și alte structuri stilizate; cromatica motivelor: negru, verde, galben, albastru. | Muzeul Olteniei. Secția de Etnografie „Casa Băniei”, Craiova | Cimec    |
|      | Scoarță                                     | Datare: 4/4 sec.XIX. Sfârșitul sec. al XIX-lea. Descoperit: jud. Dolj, Craiova Material: Băteală din lână și urzeală din bumbac, țesut în război orizontal, două ițe, ales cu găurele, coloranți naturali. | Scoarța este compusă din două foi. Decorul format din vergi transversale divers colorate care alternează cu suprafețe (registre) pe care sunt alese motive geometrice și avimorfe (păsări) puternic stilizate. Vergile și spațiile decorate colorate în roșu, galben, ruginiu, albastru, verde crud, galben. Motivele colorate în aceleași culori. Culori naturale. | Muzeul Olteniei. Secția de Etnografie „Casa Băniei”, Craiova | Cimec    |
|      | Scoarță                                     | Datare: 1/4 sec.XX. Descoperit: jud. Dolj, Coșovenii de Sus Material: Băteală și urzeală din lână, război de țesut orizontal, ales cu găurele. Coloranți chimici. | Scoarță compusă din două foi cusute pe lungime. Decorul organizat astfel: vergi divers colorate care alternează cu registre alese în spațiul scoarței. Motive geometrice (romburi și jumătăți de romburi concentrice. Vergile colorate în roșu, verde, galben, alb. Motivele colorate în aceleași culori: roșu, alb, galben, albastru. Coloranți chimici. | Muzeul Olteniei. Secția de Etnografie „Casa Băniei”, Craiova | Cimec    |
|      | Scoarță                                     | Datare: 2/4 sec.XX. Al doilea sfert al sec. XX. Descoperit: jud. Mehedinți, com. Izverna, Izverna Material: Băteală și urzeală din lână, război de țesut orizontal, ales cu mâna, cu urzeală pitulată, culori natrurale și chimice. | Piesa este compusă din două foi cusute pe mijloc/lungime, fond general negru, registre cu romburi - structuri pe bază de romb care alternează cu alte registre având ca motiv "furculița", șir de unghiuri ascuțite; cromatica motivelor - piersăciu, violet, griuri verzui, galben, alb. | Muzeul Olteniei. Secția de Etnografie „Casa Băniei”, Craiova | Cimec    |
|      | Scoarță                                     | Datare: 2/4 sec.XX. Al doilea sfert al sec. XX. Descoperit: București Material: Băteală din lână și urzeală din bumbac, război de țesut orizontal, în două ițe, coloranți chimici și naturali. | Scoarța este compusă din trei foi cusute pe lungime. Decorul organizat din registre simple (nedecorate) și vergi divers colorate. Culori: vișiniu, roșu, verde, piersăciu, albastru, alb, violet. | Muzeul Olteniei. Secția de Etnografie „Casa Băniei”, Craiova | Cimec    |
|      | Covor Autor: Lacrețeanu, Angela             | Datare: 2/4 sec.XX. Al doilea sfert al sec. XX. Descoperit: jud. Dolj, Craiova Material: Băteală și urzeală din lână, război de țesut orizontal, ales cu mâna, cu urzeală pitulată, coloranți naturali. | Formă dreptunghiulară. Format dintr-o singură bucată. Decorul organizat într-un câmp central și un chenar. Câmpul central decorat cu motive compuse în formă de romb și terminate în formă de coarne de berbec, și rozete. Chenarul decorat cu motive geometrice compuse din romburi dar și din romburi simple. Culori negru, bej, alb. | Muzeul Olteniei. Secția de Etnografie „Casa Băniei”, Craiova | Cimec    |
|      | Scoarță                                     | Datare: 1/4 sec.XX. Începutul sec. al XX-lea. Descoperit: jud. Olt, com. Orlea, Gura Padinii Material: Băteală din lână și urzeală din in, război de țesut orizontal. Ales cu găurele, culori naturale și chimice. | Piesa este compusă din două foi cusute pe mijloc/lungime, vergi înguste între registre, dintre care două (cele marginale) sunt identice, cu alesături geometrice bazate pe romb, pristolnic, precum și un S culcat; cromatica - alb, galben, roșu, verde, albastru, negru. Coloranți naturali și chimici. | Muzeul Olteniei. Secția de Etnografie „Casa Băniei”, Craiova | Cimec    |
|      | Covor Autor: Lacrețeanu, Angela             | Datare: 2/4 sec. XX. Al doilea sfert al sec. al XX-lea. Descoperit: jud. Dolj, Craiova Material: Piesa este lucrată cu băteală din lână naturală într-un fir și urzeală "pitulată"din bumbac, țesută în război orizontal, aleasă cu mâna, culori naturale.                                                                                      | Formă dreptunghiulară. Format dintr-o singură bucată. Decorul organizat pe un câmp central și un chenar. Câmpul central decorat cu motive compuse în formă de romb și terminate în formă de coarne de berbec și rozete. Chenar decorat cu motive geometrice compuse din romburi. Culori: negru, bej, alb. | Muzeul Olteniei. Secția de Etnografie „Casa Băniei”, Craiova | Cimec    |
|      | Scoarță                                     | Datare: 1/4 sec.XX. Începutul sec. al XX-lea. Descoperit: jud. Mehedinți, com. Izverna Material: Băteală din lână și urzeală din bumbac, război de țesut orizontal, ales cu urzeală pitulată, coloranți naturali și chimici. | Piesa este compusă din două foi cusute pe mijloc/lungime, vergi de lățimi diferite în roșu, negru, galben, albastru, alb, precum și registre cu structuri unghiulare repetitive pe orizontală și verticală; motivul "furculiței", într-o cromatică similară vergilor; predomină culoarea roșie, celelalte fiind aproximativ egale în pondere. | Muzeul Olteniei. Secția de Etnografie „Casa Băniei”, Craiova | Cimec    |
|      | Covor                                       | Datare: 4/4 sec.XIX. Sfârșitul sec.al XIX-lea. Descoperit: jud. Dolj, Craiova Material: Piesa este lucrată cu băteală din lână neuniformă, urzeală "pitulată" din lână în două fire, țesută în război vertical și aleasă cu mâna, curb. Coloranți naturali.                                                                                     | Formă dreptunghiulară, dintr-o bucată. Decorul organizat astfel: un câmp central, chenar. Motive: fitomorfe (ramuri, frunze), florale (floarea mare, mărgăritar). Culori: bleumarin, roșu, alb, albastru (siniliu), verde crud, galben ruginiu. Culori naturale. | Muzeul Olteniei. Secția de Etnografie „Casa Băniei”, Craiova | Cimec    |
|      | Covor                                       | Datare: 4/4 sec.XIX. Sfârșitul sec.al XIX-lea. Descoperit: jud. Dolj, Craiova Material: Urzeală și băteală din lână, război de țesut vertical. Ales curb și cu găurele. Culori naturale. | Piesa are câmp central în albastru, trei chenare în alb (cel interior), roșu (cel central) și verzui cel exterior, plus o bordură roșie dințată; în toate zonele sunt motive fitomorfe cu substructuri geometrizaten (cele 6 petale); cromatica motivelor este bazată pe griuri, alb, violaceu; dispunerea este predominant aplecat-orizontală la câmpul central și chenarul roșu. | Muzeul Olteniei. Secția de Etnografie „Casa Băniei”, Craiova | Cimec    |
|      | Scoarță                                     | Datare: 1/4 sec.XX. Începutul sec.al XX-lea. Descoperit: jud. Dolj, com. Podari, Braniște Material: Băteală și urzeală din lână, război de țesut orizontal, ales cu urzeală pitulată, coloranți chimici și naturali. | Format dreptunghiular, compusă din două foi. Decorul organizat în registre alese și simple, care alternează, delimitate de vergi colorate. Motive geometrice (romb) și religioase (pristolnic). Culori: roșu, verde, alb, violet, bleumarin. Coloranți chimici și naturali. | Muzeul Olteniei. Secția de Etnografie „Casa Băniei”, Craiova | Cimec    |
|      | Scoarță                                     | Datare: 2/4 sec.XX. Descoperit: jud. Dolj, Craiova Material: Băteală și urzeală din lână, război de țesut orizontal, ales, două ițe, pigmenți chimici și naturali. | Formă dreptunghiulară. Compusă din două foi. Decor geometric ales pe toată suprafața. Motive: (romburi dințate concentrice) și religioase (pristolnic) ales în centrul fiecărui romb. Culori: albastru, verde, roz, violet. Coloranți chimici și naturali. | Muzeul Olteniei. Secția de Etnografie „Casa Băniei”, Craiova | Cimec    |
|      | Covor                                       | Datare: 1/4 sec.XX. Începutul sec. al XX-lea. Descoperit: jud. Dolj, Craiova Material: Piesa este lucrată cu băteală din lână într-un fir, urzeala "pitulată" din bumbac în trei fire, margini dublate, țesută în război vertical, aleasă curb. Coloranți chimici și naturali.                                                                  | Covorul este compus dintr-o singură bucată. Decorul organizat într-un câmp central și două chenare. Decor geometrizant, alternanță decorativă. Aceleași motive dispuse pe întreaga suprafață. Motive fitomorfe (floarea mare motiv compus dintr-un grupaj de romburi și frunze), ramuri, frunze, motive florale (lalea, caprine). Culori: vișiniu, albastru, alb, verde, violet, cafeniu. Coloranți chimici și naturali. | Muzeul Olteniei. Secția de Etnografie „Casa Băniei”, Craiova | Cimec    |
|      | Scoarță                                     | Datare: 4/4 sec.XIX. Material: Băteală și urzeală din lână, răsucită în două fire, țesut în război orizontal, două ițe, alescu găurele, coloranți naturali. | Formă dreptunghiulară. Compusă din două foi. Decorul dispus pe întreaga suprafață, format din romburi (roate dințate) concentrice, cu câte un pristolnic în mijloc. Culorile distribuite proporțional: roșu, cărămiziu, alb, albastru, verde. Coloranți naturali. | Muzeul Olteniei. Secția de Etnografie „Casa Băniei”, Craiova | Cimec    |
|      | Scoarță                                     | Datare: 1/4 sec.XX. Începutul sec.al XX-lea. Descoperit: jud. Dolj, Craiova Material: Băteală și urzeală din lână, război de țesut orizontal, ales cu găurele cu urzeală pitulată, coloranți naturali și chimici. | Piesa este compusă dintr-o singură foaie, vergi și registre având ca singur motiv decorativ pristolnicul în grupe orizontale de câte trei; cromatica generală - galben, violet, verde, albastru, piersăciu, roșu. | Muzeul Olteniei. Secția de Etnografie „Casa Băniei”, Craiova | Cimec    |
|      | Scoarță                                     | Datare: 4/4 sec. XIX. Descoperit: jud. Dolj, com. Călărași Material: Băteală și urzeală din lână, război de țesut orizontal, ales cu găurele, coloranți naturali. | Formă dreptunghiulară. Compusă din două foi. Decorul dispus pe întreaga suprafață, format din romburi (roate) dințate concentrice, cu câte un pristolnic la mijloc. Culorile distribuite proporțional: roșu, alb, albăstriu, maroniu, oliv. | Muzeul Olteniei. Secția de Etnografie „Casa Băniei”, Craiova | Cimec    |
|      | Scoarță                                     | Datare: 3/4 sec.XX. Descoperit: jud. Mehedinți, com. Izverna, Izverna Material: Lână, război de țesut orizontal, aleasă cu urzeală pitulată. Coloranți chimici. | Scoarță compusă din două foi neâncheiate. Decorul format din vergi care alternează în cuprinsul scoarței. La capete câte un registru amplasat simetric. Motive decorative: geometrice (romburi dințate, triunghiuri), religioase (pristolnic). Vergile și motivele colorate în : negru, verde, roșu, albastru, galben, piersăciu. Coloranți chimici. | Muzeul Olteniei. Secția de Etnografie „Casa Băniei”, Craiova | Cimec    |
|      | Scoarță                                     | Datare: 1/4 sec.XX. Primul sfert al sec.al XX-lea. Descoperit: jud. Dolj, Craiova Material: Lână, bumbac, război de țesut orizontal ales cu urzeală pitulată. Coloranți chimici și naturali. | Compusă din două foi separate (neîncheiate). Decorul format din motive geometrice, ramuri concentrice dispuse pe întreaga suprafață. În mijlocul romburilor - motivul pristolnicului. Culori: galben, verde, vișiniu, alb, roșu, albastru. Coloranți chimici și naturali. | Muzeul Olteniei. Secția de Etnografie „Casa Băniei”, Craiova | Cimec    |
|      | Scoarță                                     | Datare: 1/4 sec.XX. Începutul sec. al XX-lea. Descoperit: jud. Dolj, Craiova Material: Lână, război de țesut orizontal, ales cu fire întrepătrunse. Culori naturale și vegetale. | Piesă fără chenare, are fondul general negru cu registre orizontale identice având motive florale stilizate, geometrizate, mărginite cu două linii galbene orizontale paralele; cromatica motivelor - roșu, violet, galben, oranj etc. | Muzeul Olteniei. Secția de Etnografie „Casa Băniei”, Craiova | Cimec    |
|      | Covor                                       | Datare: 4/4 sec.XX - 1/4 sec.XX. Sfârșitul sec.al XX-lea și începutul sec.al XX-lea. Descoperit: jud. Dolj, Craiova Material: Bătealăî din lână și urzeală din bumbac, război de țesut vertical, ales curb, pigmenți naturali și chimici. | Piesa este compusă dintr-o singură foaie, cu câmpul central în maro, două chenare în alb și roșu, bordura exterioară în mov, zimțată; motivele florale sunt predominante în toate zonele, iar păsări sunt distribuite concentrat în centrul câmpului central și sporadic pe chenarul roșu (exterior); cromatica motivelor: verde, galben, violet, albastru (siniliu), piersăciu, alb. | Muzeul Olteniei. Secția de Etnografie „Casa Băniei”, Craiova | Cimec    |
|      | Scoarță                                     | Datare: 1/4 sec.XX. Începutul sec.al XX-lea. Descoperit: jud. Dolj, Craiova Material: Băteală din lână și urzeală din bumbac, război de țesut orizontal, două ițe, ales cu găurele și urzeală pitulată. Coloranți chimici și naturali. | Piesă compusă dintr-o singură foaie. Decorul organizat în tăblii pe întreaga suprafață. Motive religioase, pristolnicul. Culori: piersăciu, albastru, roșu, verde, brun, alb. Coloranți chimici și naturali. | Muzeul Olteniei. Secția de Etnografie „Casa Băniei”, Craiova | Cimec    |
|      | Scoarță                                     | Datare: 1/4 sec.XX. Începutul sec. al XX-lea. Descoperit: jud. Dolj, Craiova Material: Lână, bumbac, război de țesut orizontal, ales cu găurele. Culori naturale și chimice. | Piesă formată dintr-o singură foaie. Decorul organizat în pătrate (tăblii). Decor geometrizat. Motive: racul. Coloranți naturali și chimici. Culori: galben, albastru, roșu, bleumarin, piersăciu, vișiniu. | Muzeul Olteniei. Secția de Etnografie „Casa Băniei”, Craiova | Cimec    |
|      | Covor                                       | Datare: 4/4 sec.XIX. Sfârșitul sec.al XIX-lea. Descoperit: jud. Dolj, Craiova Material: Băteală din lână și urzeală din bumbac, război de țesut vertical, ales curb. Pigmenți naturali. | Piesa este compusă dintr-o singură bucată, câmp central în roșu, chenar în vișiniu, plus o bordură dințată în roșu; motive florale prezente în toate zonele, atât curbiliniu cât și prin structuri geometrice pe bază de romb; în câmpul central - păsări în grupuri de câte două și o cămilă, cromatica motivelor - alb, verde, albastru, griuri, roșu, vișiniu. | Muzeul Olteniei. Secția de Etnografie „Casa Băniei”, Craiova | Cimec    |
|      | Scoarță                                     | Datare: 1/4 sec.XX. Începutul sec.al XX-lea. Descoperit: jud. Dolj, Craiova Material: Băteală și urzeală din lână, război de țesut orizontal, aleasă, cu găurele. Culori naturale. | Piesa este compusă dintr-o singură foaie, având pe mijloc/lungime un șir de trei structuri cu romburi concentrice, încadrat de două șiruri cu jumătăți de romburi; în centrul structurii - pristolnic; cromatica: roșu, albastru închis, galben, verde, gri. Culori naturale. | Muzeul Olteniei. Secția de Etnografie „Casa Băniei”, Craiova | Cimec    |
|      | Scoarță                                     | Datare: 2/4 sec.XX. Al doilea sfert al sec.al XX-lea. Descoperit: jud. Dolj, Craiova Material: Băteală din lână și urzeală din bumbac, război de țesut orizontal, ales cu găurele, pigmenți chimici și naturali. | Piesa este compusă dintr-o singură foaie, un șir de trei structuri cu romburi concentrice pe mijloc încadrat de două șiruri de jumătăți de romburi; în mijlocul rombului este motivul pristolnicului; cromatica: grena, albastru, alb, verde. Culorile sunt chimice și naturale. | Muzeul Olteniei. Secția de Etnografie „Casa Băniei”, Craiova | Cimec    |
|      | Scoarță                                     | Datare: 1/4 sec. XX. Începutul sec.al XX-lea. Descoperit: jud. Dolj, Craiova Material: Băteală din lână și urzeală din bumbac, război de țesut orizontal, ales, cu găurele și urzeală pitulată. Coloranți chimici și naturali. | Piesa este compusă dintr-o singură foaie, întreaga suprafață este decorată /aleasă cu motivul pristolnicului; fondul general roșu, cromatica motivelor: verde, galben, violet, albastru, citron. | Muzeul Olteniei. Secția de Etnografie „Casa Băniei”, Craiova | Cimec    |
|      | Scoarță                                     | Datare: 2/4 sec.XX. Al doilea sfert al sec.al XX-lea. Descoperit: jud. Dolj, Craiova Material: Băteală și urzeală din lână, război de țesut orizontal, ales cu găurele, culori naturale și chimice. | Formă dreptunghiulară, dintr-o singură foaie, decorul organizat în registre succesive, delimitate de vergi înguste, motive florale alese în toate registrele cu excepția celor de la extremități în care sunt alese motive avimorfe (capete) de vultur. Culori naturale și chimice (roșu, verde, albastru (siniliu), cărămiziu, mov, alb. | Muzeul Olteniei. Secția de Etnografie „Casa Băniei”, Craiova | Cimec    |
|      | Covor                                       | Datare: 1/2 sec.XIX. A doua jumătate a sec.al XIX-lea. Descoperit: București/Craiova Material: Băteală din lână și urzeală din bumbac, război de țesut vertical, ales curb. Culori naturale. | Compus dintr-o bucată. Decorul organizat astfel: câmp central, chenar. Decor geometrizat. Motive fitomorfe (frunze, ramuri), florale (mărgăritar, lalele), avimorfe (păun, păsări). În mijlocul covorului o pasăre (păun). Culori naturale: roșu, albastru, verde, alb. | Muzeul Olteniei. Secția de Etnografie „Casa Băniei”, Craiova | Cimec    |
|      | Scoarță                                     | Datare: 4/4 sec.XIX. Sfârșitul sec.al XIX-lea. Descoperit: jud. Dolj, Craiova Material: Băteală și urzeală din lână, țesută în război orizontal, aleasă cu găurele. Culori naturale. | Piesa este compusă din două foi, întreaga suprafață este împărțită în "tăblii" (pătrate), colorate în vișiniu, roșu, verde, bleumarin, separate prin vergi albe; motivul pristornicului în fiecare tăblie este colorat în albastru, roșu, galben, verzui, vișiniu; roșu este culoarea predominantă. | Muzeul Olteniei. Secția de Etnografie „Casa Băniei”, Craiova | Cimec    |
|      | Scoarță - foaie                             | Datare: 4/4 sec.XIX. Sfârșitul sec. al XIX-lea. Descoperit: jud. Dolj, Craiova Material: Băteală din lână urzeală din bumbac, război de țesut orizontal, ales cu mâna, urzeală pitulată pigmenți naturali. | Formă dreptunghiulară. Foaie scoarță. Decorul organizat astfel: registre decorate care alternează cu registre simple nedecorate și vergi care le delimitează. Fiecare registru este decorat cu motive diferite: pomișori cu o floare în vârf cu 6 petale (nalbă). Alt registru decorat cu fierul de plug grupat simetric. Al treilea registru ales cu păsări puternic stilizate. Romburi unite în grup compozițional. Culori: roșu, bleumarin, galben, verde, alb, piersăciu. | Muzeul Olteniei. Secția de Etnografie „Casa Băniei”, Craiova | Cimec    |
|      | Scoarță                                     | Datare: 4/4 sec.XIX - 1/4 sec.XX. Sfârșitul sec. al XIX-lea și începutul sec.al XX-lea. Descoperit: jud. Dolj, Craiova Material: Băteală din lână și urzeală din bumbac, război de țesut orizontal, ales cu găurele, coloranți naturali. | Piesa este compusă din două foi cusute pe mijloc/lungime, decorul format din trei rânduri de romburi concentrice întregi și de două rânduri marginale de jumătăți de romburi, centrul fiecărei structuri romboidale este constituit de câte un pristolnic; cromatica - alb, roșu, violet, albastru, cafeniu. | Muzeul Olteniei. Secția de Etnografie „Casa Băniei”, Craiova | Cimec    |
|      | Scoarță                                     | Datare: 1/4 sec.XX. Începutul sec. al XX-lea. Descoperit: jud. Dolj, Craiova Material: Băteală din lână și urzeală din bumbac, război de țesut orizontal, ales cu găurele. Coloranți naturali și chimici. | Piesa este compusă din două foi cusute pe mijloc/lungime, ornamentica se bazează pe rombul concentric și multiplicat având în centru un pristolnic; fondul general în roșu, fiecare foaie are un rând de romburi întregi și câte două rânduri de jumătăți de romb, motivul "floare mare" - rombul, cromatica motivelor: alb, roșu, albastru, violet, verde. | Muzeul Olteniei. Secția de Etnografie „Casa Băniei”, Craiova | Cimec    |
|      | Covor oltenesc                              | Datare: 4/4 sec. XIX - 1/4 sec. XX. Sfârșitul sec.al XIX-lea și începutul sec.al XX-lea. Descoperit: jud. Dolj, Craiova Material: Băteală din lână și urzeală din bumbac, război de țesut vertical, ales curb, coloranți naturali. | Piesa este compusă dintr-o singură bucată, câmpul central în roșu, violet, chenarul în gri; motive fitomorfe în câmp și chenar, pomul vieții cu două păsări afrontate în jumătatea superioară a câmpului central, precum și alte două perechi de păsări afrontate în jumătatea inferioară; cromatica motivelor alb predominant, galben, albastru - sporadic. | Muzeul Olteniei. Secția de Etnografie „Casa Băniei”, Craiova | Cimec    |
|      | Cămașă bărbătească                          | Datare: începutul sec. XX Descoperit: jud. Dolj, com. POIANA MARE Material: Material: bumbac, arnici/muline - procurate din comerț. Tehnică: pânză de casă învărgată, țesută în 2 ițe, croit, finisat bucățile de pânză prin cusătură “tivită cu găurele” și încheiate cu cheițe lucrate cu croșeta, broderie cu punct în cruce, aplica         | Croi: cămașă dreaptă, cu guler răsfrânt, mâneci largi, prinse din umăr cu pavă pătrată la subsuoară și câte 2 clini laterali pentru obținerea lărgimii dorite; Decor: vegetal și floral, geometric stilizate, amplasat pe guler, de-o parte și de alta a deschiderii de la piept, pe umeri, la extremitatea inferioară a mânecilor și de jur împrejurul poalelor. Motivele sunt dispuse sub forma unui vrej cu frunze și flori : “ garoafe” care alternează cu “frunze” geometric stilizate. Această compoziție se repetă, în aceeași formulă plastică, pe toate suprafețele decorate; la mâneci, guler și poale efectul decorativ fiind amplificat de prezența colțișorilor croșetați Cromatica: pânză albă învărgată, tipică pentru confecționarea pieselor de port tradiționale din sudul Olteniei și broderie cu albastru și vișiniu. | Muzeul Olteniei. Secția de Etnografie „Casa Băniei”, Craiova | Cimec    |
|      | Cămașă bărbătească                          | Datare: începutul sec. XX Descoperit: jud. Dolj, Craiova Material: Material: bumbac, arnici - procurate din comerț. Tehnică: pânză de casă învărgată, țesută în 2 ițe, asamblat manual bucățile de pânză prin cusătură „tighelită”, brodat în tehnica ajurului („șabacului”) executat “cerculețe” din material, aplicat nasturi și              | Croi: cămașă cu platcă, având guler îngust, răsfrânt pe jumătate și mâneci prinse din umăr, cu pavă pătrată la subsuoară și strânse pe manșete; pentru obținerea lărgimii dorite la cămașă sunt introduși câte 2 clini laterali; Decor: geometric, realizat în tehnica “șabacului”(ajur) amplasat de-o parte și de alta a deschiderii de la piept și de jur împrejurul poalelor. Motivele lucrate în tehnica “șabacului”(ajur) sunt dispuse simetric, de-o parte și de alta a “gurii cămășii”, într-o compoziție bazată pe două benzi verticale, ajurate, despărțite de câte un grupaj de câte trei „cerculețe”. Poalele cămășii sunt marcate printr-un registru de motive geometrice ajurate (tehnica „șabacului”) și o dantelă lată, cu colțișori, aplicată. Pe marginea gulerului, a manșetelor și a deschiderii de la piept sunt realizați cu croșeta colțișori decorativi. Pânză de bumbac albă, învărgată, tipică pentru confecționarea pieselor de port tradiționale din sudul Olteniei. Cromatica: broderie cu arnici alb, pentru a exploata efectul decorativ de „ton pe ton” și efectul de plin-gol (ajur); efecte caracteristice portului bărbătesc tradițional de sărbătoare. | Muzeul Olteniei. Secția de Etnografie „Casa Băniei”, Craiova | Cimec    |
|      | Cămașă bărbătească                          | Datare: începutul sec. XX Descoperit: jud. Dolj, Craiova Material: Material: bumbac, arnici - procurate din comerț și borangic - prelucrat în gospodărie. Tehnică: pânză de casă învărgată cu bumbac și borangic, țesută în 2 ițe, croit, tivit cu găurele, asamblat manual bucățile de pânză cu cheițe croșetate și punct de tigh              | Croi: cămașă cu platcă, având guler drept, răsfrânt, mâneci largi, prinse din umăr și strânse pe manșete răsfrânte; la subsoară, pentru obținerea lărgimii dorite, sunt introduși câte 2 clini laterali, cu o mică pavă pătrată; Decor: realizat în tehnica peste fire și “șabac” amplasat simetric de-o parte și de alta a deschiderii de la piept (câte 3 registre despărțite prin grupaje de „cerculețe”), pe guler, pe manșete și de jur împrejurul poalelor. Motive: geometrice și vegetale lucrate în tehnica peste fire și a “șabacului” (ajur) pe piept, registre formate din două variante plastice de stilizare a motivului „pomul vieții”. Pe guler, și manșete se repetă aceeași compoziție, iar pe poale, un registru de „șabac mic” completat cu colțișori croșetați. Alți parametri: pânză fină de bumbac, învărgată cu borangic, tipică localităților din sudul Olteniei, pentru confecționarea pieselor de port tradiționale, destinate ținutei ceremoniale (de nuntă) Cromatica: broderie cu arnici alb; se exploatează două dintre efectele caracteristice portului bărbătesc tradițional de sărbătoare: cel de plin-gol (tehnica „șabacului”), și cel al tonului pe ton (alb pe alb). | Muzeul Olteniei. Secția de Etnografie „Casa Băniei”, Craiova | Cimec    |
|      | Cămașă femeiască                            | Datare: începutul sec. XX Descoperit: jud. Dolj, Craiova Material: Material: bumbac, mătase vegetală, fir metalic - procurate din comerț. Tehnică: pânză de casă țesută în 2 ițe („topită”), croit, finisat lățimile de pânză cu găurele, asamblat manual cu cheițe croșetate, încrețit la gât, brodat peste fire și cu punct de l              | Ie de tip carpatic, având toate lățimile de pânză (una pentru piept, una pentru spate și câte una pentru mâneci), încrețite în jurul gâtului pe o bentiță numită guler. Mânecile sunt strânse pe manșete, iar la subsuoară au câte o pavă pentagonală. Gura cămășii este pe mijlocul feței. Decor: amplasat pe piept, spate și mâneci. Decorul mânecii este structurat în tipica compoziție: altiță, încreț și 4 râuri. Pe piept, flancând “gura cămășii” sunt realizate 2 registre verticale, iar pe spate sunt 4 registre. Motive geometrice: romburi cu creste, „pristolnice”, lucrate „peste fire”; altița: un grupaj de 10 benzi delimitate fiecare printr-o „vărguță” cu fir auriu. Încrețul este format din clasica rețea de romburi, iar râurile reproduc un registru din altiță: succesiune de „romburi cu creste” încadrate de câte o vărguță din fir auriu. Pe piept, cele 2 registre sunt constituite din grupuri de câte 3 romburi, dispuse transversal. Râurile de pe spate repetă compoziția râurilor de pe mâneci. Cromatica: pânză albă, broderie cu roz, fir metalic auriu. | Muzeul Olteniei. Secția de Etnografie „Casa Băniei”, Craiova | Cimec    |
|      | Cămașă bărbătească                          | Datare: începutul sec. XX Descoperit: jud. Dolj, com. PLENIȚA Material: Material: bumbac, arnici - procurate din comerț și borangic - prelucrat în gospodărie. Tehnică: pânză de casă învărgată cu bumbac și borangic, țesută în 2 ițe, croit, tivit cu găurele, asamblat manual bucățile de pânză prin cusătură „tighelită”, brodat în         | Cămașă dreaptă, având guler îngust, tip bentiță și mâneci largi prinse din umăr; la subsuoară, pentru obținerea lărgimii dorite la cămașă, sunt introduși câte 2 clini laterali; Decor: realizat în tehnica “șabacului” (ajur) amplasat simetric de-o parte și de alta a deschiderii de la piept, pe umeri, la partea inferioară a mânecilor și de jur împrejurul poalelor. Motive: geometrice și astrale lucrate în tehnica “șabacului” (ajur); compoziție bazată pe un registru central – “șabac cu soare” - flancat de câte 2 meandre, dublu conturate și câte un șir de găurele. La mâneci și poale se repetă aceeași compoziție. Pe marginea gulerului, a mânecilor, a deschiderii de la piept și pe tivul de la poale, sunt realizați colțișori decorativi. Alți parametri: Pânză fină de bumbac, învărgată cu borangic, tipică localităților din sudul Olteniei, pentru confecționarea pieselor de port tradiționale, destinate ținutei ceremoniale (de nuntă). Cromatica: broderie cu borangic galben pai și bumbac alb, care exploatează două dintre efectele caracteristice portului bărbătesc tradițional de sărbătoare: cel de plin gol (tehnica “șabacului”), și cel al „tonului pe ton”. | Muzeul Olteniei. Secția de Etnografie „Casa Băniei”, Craiova | Cimec    |
|      | Vâlnic                                      | Datare: începutul sec. XX Descoperit: jud. Dolj, Craiova Material: Material: lână, prelucrată în gospodărie și bumbac procurat din comerț. Tehnică: urzit bumbac, bătut lână, țesut în 2 ițe (tehnica „2 fire într-un dinte”, cu urzeală ascunsă), încheiat manual cu acul (cheia împletită), festonat pe poale, tivit la capete.               | Croi: piesă de formă dreptunghiulară obținută prin asamblarea a două bucăți de țesătură pe mijlocul piesei. La partea superioară, care se fixează pe talie, vâlnicul este încrețit cu 2 fire de sfoară. Decor: liniar, amplasat pe întreaga suprafață; grupaje de vergi, alternând cu registre de motive poziționate verical. Motive geometrice: grupaje de vergi diferențiate ca grosime și cromatică, alternează cu registre de: zig-zaguri/ meandre, romburi, X-uri, S-uri, linii întrerupte (“vărgi cu mărgelușe”). Cromatica: fond roșu, alesături cu galben, negru, alb, albastru, vișiniu. | Muzeul Olteniei. Secția de Etnografie „Casa Băniei”, Craiova | Cimec    |
|      | Cămașă femeiască                            | Datare: a doua jumătate a sec. XX Descoperit: jud. Dolj, Craiova Material: Material: pânză de bumbac („marchizet”), mătase vegetală, paiete - procurate din comerț. Tehnică: pânză țesută în 2 ițe („topită”), croit, asamblat manual cu cheițe croșetate, încrețit la gât, brodat peste fire, tivit cu punct „tighel”, finisat marginile       | Ie de tip carpatic, având toate lățimile de pânză (una pentru piept, una pentru spate și câte una pentru mâneci) încrețite în jurul gâtului pe o bentiță numită guler. Mânecile sunt largi, cu pavă pătrată la subsoară. Gura cămășii este pe mijlocul feței. Decor: amplasat pe piept, spate și mâneci. Decorul mânecii este structurat în tipica compoziție: altiță cu 3 râuri. Pe piept, sunt realizate 4 registre verticale, repartizate echidistant, pe întreaga suprafață, iar pe spate sunt 3 registre. Motive: geometrice și vegetale lucrate „peste fire”; altița: un registru amplu format dintr-o succesiune de 5 linii frânte care au contur triplu și închid spații rombice, în care sunt amplasate motive florale. Râurile de pe mâneci și piept repetă un segment din compoziția altiței: registru de motive geometrice - linii frânte, cu un motiv vegetal la mijloc. Fiecare „râu” este încadrat într-un chenar cu „zimți” (triunghiuri) pe marginea exterioară. Cromatica: pânză albă, broderie cu galben - pai, paiete aurii. | Muzeul Olteniei. Secția de Etnografie „Casa Băniei”, Craiova | Cimec    |
|      | Cămașă femeiască                            | Datare: a doua jumătate a sec. XX Descoperit: jud. Dolj, Craiova Material: Material: bumbac, bumbac mercerizat, mătase vegetală - procurate din comerț. Tehnică: pânză de casă țesută în 2 ițe („topită”), croite, tivite și finisate foile de pânză cu găurele, încrețită la gât, asamblată manual cu cheițe croșetate, brodată în tehnic      | Ie de tip carpatic, având toate lățimile de pânză (una pentru piept, una pentru spate și câte una pentru mâneci) încrețite în jurul gâtului, prin cusătură tip „pielea găinii”. Mânecile sunt terminate cu un volan, realizat printr-o „brățară” cusută pe muchia crețurilor, iar la subsoară are introdusă o pavă pătrată. Decor: amplasat pe piept și mâneci. Decorul mânecii este structurat în tipica compoziție: altiță, încreț cu 3 râuri și volan. Pe piept, sunt realizate 5 registre, repartizate echidistant pe întreaga suprafață. Motive: geometrice și vegetale lucrate în tehnica “șabacului” (ajurului): altița: 2 registre ample, fiecare format din câte o bandă centrală, cu motive vegetale - floare cu 5 petale - flancată de 2 șiruri de „șabac mic” (motive geometrice). Încrețul: rețea de romburi lucrate peste fire, iar râurile de pe mânecă și piept repetă compoziția altiței. Cromatica: pânză albă, broderie cu alb și roz. | Muzeul Olteniei. Secția de Etnografie „Casa Băniei”, Craiova | Cimec    |
|      | Cămașă femeiască                            | Datare: a doua jumătate a sec. XX Descoperit: jud. Dolj, Craiova Material: Material: bumbac, bumbac mercerizat, mătase vegetală - procurate din comerț. Tehnică: pânză de casă țesută în 2 ițe („topită”), croite, tivite și finisate foile de pânză cu găurele, încrețită la gât, asamblată manual cu cheițe croșetate, brodată în tehnic      | Ie de tip carpatic, având toate lățimile de pânză (una pentru piept, una pentru spate și câte una pentru mâneci) încrețite în jurul gâtului pe o bentiță numită guler. Mânecile sunt terminate cu un volan, sunt prinse de „trupul” cămășii printr-o „lărgitoare” (bucată dreptunghiulară de pânză), în care s-a introdus o pavă pătrată la subsoară. Gura cămășii este plasată lateral. Decor: amplasat pe piept și mâneci. Decorul mânecii este structurat în tipica compoziție: altiță, încreț cu 3 râuri și volan. Pe piept, sunt realizate 5 registre verticale, repartizate echidistant, pe întreaga suprafață. Motive: geometrice și vegetale lucrate în tehnica “șabacului” (ajurului): altița: 2 registre ample, fiecare format din câte o bandă centrală cu motive vegetale - floare cu 5 petale - flancată de câte un șir de „șabac mic” (motive geometrice). Încrețul: rețea de romburi lucrate peste fire. Râurile de pe mânecă și piept repetă compoziția altiței. Cromatica: pânză albă, broderie cu alb și crem. | Muzeul Olteniei. Secția de Etnografie „Casa Băniei”, Craiova | Cimec    |
|      | Ciupag                                      | Datare: începutul sec. XX Descoperit: jud. Olt Material: Material: bumbac,arnici - procurate din comerț. Tehnică: pânză de casă țesută în 2 ițe, croit, asamblat manual, cu cheițe decorative lucrate cu acul și găurele, încrețit la gît și mâneci, brodat cu arnici în punct în cruce, drug și pe muchia crețurilor                           | Ie de tip carpatic, având toate lățimile de pânză (1,5 foi pentru piept, una pentru spate și câte una pentru mâneci), încrețite în jurul gâtului pe o bentiță numită guler. Mânecile sunt terminate cu un volan, realizat printr-o „brățară” cusută pe muchia crețurilor, iar la subsoară are introdusă o pavă pătrată. Decor: geometric și vegetal, amplasat pe guler, piept, spate, mâneci și volan. Decorul mânecii este structurat în tipica compoziție: altiță, încreț cu 5 râuri și volan. Pe piept, flancând „gura cămășii” sunt realizate câte 4 registre de broderie, care încadrează deschiderea propriu-zisă, finisată cu șabac. Motive geometrice: pe guler, un registru cu un zig-zag dublu, diferențiat cromatic; pe mâneci, altița este formată dintr-o rețea compactă de romburi, cu cruce la centru. Încrețul este realizat din romburi cu cruci la mijloc. Cele 5 râuri de pe mânecă, sunt diferențiate compozițional - benzi de zig - zaguri cu boboci pe margini, alternând cu un șir de „pomișori” adosați. Pe piept se repetă sistemul de râuri, cu boboci și pomișori. Cromatica: pânză albă, broderie cu arnici roșu, galben, albastru, negru, verde închis și mătase albă. | Muzeul Olteniei. Secția de Etnografie „Casa Băniei”, Craiova | Cimec    |
|      | Ciupag                                      | Datare: 4/4 sec. XIX Descoperit: jud. Gorj Material: Material: bumbac, lânică industrială, fir metalic - procurate din comerț. Tehnică: pânză de casă țesută în 2 ițe, croit, asamblat manual, cu punct de cusătură tighel, încrețit la gît și manșete, brodat cu lână, cu punct „peste fire” și pe muchia crețuri                              | Croi: ie tip carpatic, având toate lățimile de pânză (2 pentru piept, 1 pentru spate si câte 1,5 pentru mâneci) încrețite pe o bentiță numită guler, în jurul gâtului. Mânecile ample și lungi, sunt strânse pe o manșetă îngustă, care se poartă răsfrântă. Decor: geometric amplasat pe guler, piept, mâneci și manșete. Decorul mânecii este structurat în tipica compoziție: altiță (croită separat), încreț și 2 râuri, iar pe piept, flancând “gura cămășii” sunt realizate 8 registre, dispuse transversal, de motive grupate în casete de formă dreptunghiulară. Motive geometrice: pe guler, 2 șiruri paralele de romburi cu ochișori; pe mâneci altița este compusă din 6 registre, fiecare reunind grupaje de câte 5 romburi cu ochișori, delimitate prin 4 șiruri de linii, lucrate alternativ cu fir (punct de lănțișor) și lână. Încrețul este realizat din romburi cu creste. Râurile de pe mânecă, manșetele și registrele de pe piept repetă același motiv geometric din altiță - romburi cu ochișori. Cromatica: pânză albă, broderie cu oliv și roz fir auriu. | Muzeul Olteniei. Secția de Etnografie „Casa Băniei”, Craiova | Cimec    |
|      | Cămașă femeiască                            | Datare: 2/2 sec. XIX Descoperit: jud. Dolj, com. IȘALNIȚA Material: Material: borangic, bumbac mercerizat („macrame”), mătase vegetală - procurate din comerț. Pânză de casă țesută în 2 ițe, croit, ales motive decorative în tehnica „printre fire”, asamblat manual, cu cheițe decorative croșetate (față), cusut și tivit la ma             | Cămașă cu platcă pătrată, având stanii din față și spate cusuți de platcă, iar mânecile prinse din umăr și terminate cu manșete. Decor: amplasat pe întreaga suprafață a țesăturii, folosite la confecționarea cămășii/bluzei Motive: vegetale - buchet de flori cu frunze Cromatica: pânză alb/gălbui, alesături galben pai, platcă și manșete crem. | Muzeul Olteniei. Secția de Etnografie „Casa Băniei”, Craiova | Cimec    |
|      | Poale                                       | Datare: începutul sec. XX Descoperit: jud. Dolj, Craiova Material: Material: bumbac, arnici, fir metalic - procurate din comerț. Tehnică: pânză de casă țesută în 2 ițe, croit, asamblat manual, cu punct de cusătură tighel, brodat cu arnici, cu punct în cruce și cu fir metalic, cu punct de lănțișor; brodat în tehnica ajur               | Croi: poale de cămașă, confecționate din 4 lățimi de pânză, prevăzute cu un tiv pentru a se petrece șnurul necesar fixării piesei pe talie. Decor: geometric, amplasat la baza poalelor sub forma a două registre succesive: unul brodat, cu arnici și fir, iar altul brodat în tehnica “șabacului” Motive geometrice brodate și ajurate: romburi cu creste dublu conturate (cu arnici și fir metalic), evidențiate printr- o porțiune, în negativ, cruțată din pânza suport și un „șabac mic”, cercuri, alternând cu linii verticale, dispus între două șiruri de găurele. Cromatica: pânză albă, broderie cu roșu și fir auriu, ajur cu bumbac alb. | Muzeul Olteniei. Secția de Etnografie „Casa Băniei”, Craiova | Cimec    |
|      | Cămașă femeiască                            | Datare: începutul sec. XX Descoperit: jud. Dolj, Craiova Material: Material: bumbac, arnici, fir metalic (“tel/sârmă”) - procurate din comerț. Tehnică: pânză de casă țesută în 2 ițe, croit, tivit și finisat foile de pânză cu găurele, încrețit la gât, asamblat manual, cu cheițe decorative croșetate, brodat cu punct în cru              | Croi: tip carpatic, având toate lățimile de pânză (două foi pentru piept, una pentru spate și câte una și jumătate pentru mâneci) încrețite pe o bentiță numită guler, în jurul gâtului; gura cămășii este pe mijlocul feței. Mânecile largi, sunt prinse de “trupul” cămășii printr-o “lărgitoare”(bucată dreptunghiulară de pânză). Poalele, cusute de ie, sunt confecționate din 4 lățimi de pânză. Decor: plasat pe guler și pe crețurile de sub acesta, pe mâneci (tip „tablă”) pe piept, flancând gura cămășii (câte un registru amplu), pe spate (3 registre) de jur împrejurul poalelor (un registru continuu, suprapus de motive grupate în formă de pătrate, care de-a lungul cusăturii de încheiere a foilor de la poale, sunt duble). Motive geometrice: pătrate și linii oblice (pe guler și pe crețuri), rețea de romburi, având în mijloc motivul „fulg de nea” (pe mâneci, piept și spate) și vegetale: „vrej cu viță de vie” și „frunze de viță” (grupaje de câte 7) pe poale. Întreaga compoziție este uniform subliniată, prin folosirea firului/telului metalic, pentru realizarea de mici accente aurii. Cromatica: pânză albă, broderie cu bleumarin, fir auriu. | Muzeul Olteniei. Secția de Etnografie „Casa Băniei”, Craiova | Cimec    |
|      | Cămașă bărbătească                          | Datare: a doua jumătate a sec. XX Descoperit: jud. Dolj, Craiova Material: Material: bumbac, mătase vegetală procurate din comerț. Tehnică: pânză de casă țesută în 2 ițe, croit, tivit cu găurele, asamblat manual bucățile de pânză prin cusătură „peste muchie” brodat în tehnica peste fire și ajur („șabac”) crooșetat colțișori („mo      | Cămașă dreaptă, având guler răsfrânt și mâneci largi, prinse din umăr; la subsuoară, pentru obținerea lărgimii dorite la cămașă, sunt introduși câte 2 clini laterali; Decor: amplasat simetric de-o parte și de alta a deschiderii de la piept, pe umeri,(față/spate), la partea inferioară a mânecilor și de jur împrejurul poalelor. Motive: geometrice și vegetale lucrate în tehnica „peste fire” și a “șabacului” (ajur); compoziția, identică în toate zonele decorate, se bazează pe un registru amplu, înscris într-un chenar cu „zimți”, ce cuprinde motive vegetale: 4 rămurele cu boboci - încadrate în forme hexagonale. La mâneci și poale se repetă aceeași compoziție. Pe marginea gulerului, a mânecilor, a deschiderii de la piept și pe tivul de la poale, sunt realizați colțișori decorativi. Alți parametri: piesă specifică ținutei ceremoniale de nuntă. Cromatica: broderie cu mătase roz/banan. | Muzeul Olteniei. Secția de Etnografie „Casa Băniei”, Craiova | Cimec    |
|      | Cămașă femeiască                            | Datare: 1/4 sec. XX Descoperit: jud. Argeș Material: Material: bumbac, arnici, fir metalic - procurate din comerț. Tehnică: pânză de bumbac țesută în 2 ițe, croit, asamblat manual, cu cheițe decorative lucrate cu acul, încrețit la gât și manșete, brodat cu arnici, în punct „bătrânesc”, în cruce, și de cont                             | Croi: ie de tip carpatic, având toate lățimile de pânză (2 pentru piept, 1,5 pentru spate – stan cu 2 clini laterali -și câte 1,5 pentru mâneci) încrețite pe o bentiță, numită guler, în jurul gâtului. Mânecile, ample și lungi, sunt strânse pe o manșetă îngustă și prevăzute cu o pavă pătrată la subsuoară.. Decor: geometric și vegetal, amplasat pe guler, piept, spate, mâneci și manșete. Decorul mânecii este structurat în altiță cu 3 râuri și un registru transversal pe manșete. Pe piept, flancând “gura cămășii”, sunt amplasate câte 3 râuri diferențiate ca grosime: un râu cu „fustei” bordează deschiderea, urmează un registru lat, format dintr-o succesiune de dreptunghiuri, iar spre mânecă, un șir de „pui săriți”. Pe spate, 3 șiruri de „pui săriți”. Motive geometrice: pe guler: registru cu „meandru”; pe mâneci: altița și râurile sunt realizate dintr-o broderie compactă, cu punct „bătrânesc”, având ca element de bază mici pătrate, umplute cu fir auriu. Fiecare râu și altiță sunt încadrate de câte un șir de spirale aurii. Motivele vegetale: flori/trifoi cu patru foi, geometric stilizate. („pui săriți”) Cromatica: pânză albă, broderie cu negru și fir auriu. | Muzeul Olteniei. Secția de Etnografie „Casa Băniei”, Craiova | Cimec    |
|      | Cămașă bărbătească                          | Datare: începutul sec. XX Descoperit: jud. Dolj, Craiova Material: Material: bumbac, arnici - procurate din comerț. Tehnică: pânză de casă țesută în 2 ițe, croit, finisat bucățile de pânză prin cusătură tighelită cu găurele și asamblate manual, cu cheițe lucrate cu croșeta, broderie ajurată pe fire trase („șabace”), fini              | Croi: cămașă dreaptă, cu guler răsfrânt, mâneci largi, prinse din umăr, cu pavă pătrată la subsuoară și câte 2 clini laterali pentru a obține lărgimea dorită a cămășii; Decor: geometric, dispus pe guler, de-o parte și de alta a deschiderii de la piept, pe umeri, la extremitatea inferioară a mânecilor și de jur împrejurul poalelor. Motivele, realizate în tehnica “șabacului” (ajur), sunt dispuse într-un registru central – “forme poligonale cu cruce la mijloc – flancat de câte un șir de găurele duble. Compoziția se repetă în aceeași structură plastică, pe toate suprafețele decorate, iar la mâneci, guler și poale efectul decorativ este amplificat de prezența colțișorilor croșetați. Alți parametri: Cromatica: pânză albă, broderie ajurată (șabac), cu arnici alb pentru a exploata efectul decorativ „ton pe ton, diferențiate prin textură”; efect caracteristic portului tradițional bărbătesc de sărbătoare la români. | Muzeul Olteniei. Secția de Etnografie „Casa Băniei”, Craiova | Cimec    |
|      | Cămașă cu poale                             | Datare: începutul sec. XX Descoperit: jud. Dolj, Craiova Material: Material: bumbac, arnici, bumbac mercerizat - procurate din comerț. Tehnică: pânză de casă învărgată cu alb, gălbui și albastru, țesută în 2 ițe, motive decorative alese printre fire, croit, asamblat manual cu punct de cusătură tighel, finisat la mâneci                | Croi: cămașă tip carpatic, având toate lățimile de pânză (piept, spate si mâneci) încrețite pe o bentiță numită guler, în jurul gâtului. Mânecile sunt largi, prinse de “trupul” cămășii printr-o “lărgitoare” (bucată dreptunghiulară de pânză ) și prevăzute cu o pavă pătrată la subsuoară. Poalele cămășii, cusute de ie, sunt confecționate din câte o lățime de pânză pentru față și spate și câte 2 clini laterali pentru obținerea lărgimii dorite; Decor: astral, vegetal și floral, geometric stilizat, amplasat pe guler, și în casetele/pătratele realizate cu bumbac bleumarin și gălbui, pe întreaga suprafață a iei. Poalele au ca unic element decorativ grupajele de vărgi, paralele, diferențiate cromatic pe fondul țesăturii de bază. Motivele brodate pe guler sunt astrale - stele cu cruci în centru - pe mâneci, în casete/pătrate sunt alese motive vegetale - trifoi cu patru foi și flori, geometric stilizate. Această compoziție este uniform repartizată pe întreaga suprafață a iei (mâneci și piepți) Alți parametri: pânza, destinată confecționării cămășilor, este un element caracteristic zonelor din sudul Olteniei: pânză învărgată, cu grupaje de dungi colorate, în contrast cu țesătura de fond (alb, gălbui și albastru pe fond alb) și pânza cu pătrate realizate din țesătură cu aceleași grupaje de fire colorate. Cromatica: pânză albă învărgată, tipică pentru confecționarea pieselor de port, tradiționale din sudul Olteniei și brodate cu alb. La guler, fond negru și motive cu galben, roșu, bleu. | Muzeul Olteniei. Secția de Etnografie „Casa Băniei”, Craiova | Cimec    |
|      | Cămașă bărbătească                          | Datare: începutul sec. XX Descoperit: jud. Dolj, Craiova Material: Material: bumbac, - procurat din comerț. Tehnică: pânză de bumbac țesută în 2 ițe, croit, finisat bucățile de pânză prin cusătură „tivită cu găurele” și încheiate cu cheițe lucrate cu acul, brodat în tehnica ajurului („șabacului”) croșetat colțișori pe m               | Croi: cămașă dreaptă, cu guler amplu, răsfrânt și mâneci prinse din umăr, cu pavă pătrată la subsuoară; pentru obținerea lărgimii dorite la cămașă sunt introduși câte 2 clini laterali. Decor: geometric, realizat în tehnica “șabacului” (ajur) amplasat pe guler, umeri, de-o parte și de alta a deschiderii de la piept, pe extremitatea inferioară a mânecilor și de jur împrejurul poalelor. Motivele geometrice – romburi cu trepte - lucrate în tehnica “șabacului” (ajur) și grupate într-un registru amplu, flancat de câte un șir de „șabace” mici și câteva rânduri de „găurele”. Această compoziție este dispusă simetric, de-o parte și de alta a „gurii cămășii”, continuată pe guler, pe umeri și mâneci. Poalele cămășii sunt decorate cu același tip de compoziție - registru central cu motive geometrice ajurate, flancat de alte două benzi de „șabace” mici, găurele și un rând de colțișori croșetați. Pe marginea gulerului, a marginilor inferioare ale mânecilor și a deschiderii de la piept sunt realizați cu croșeta colțișori. Cromatica: broderie cu bumbac alb pe pânză albă, pentru a exploata efectul decorativ de „ton pe ton și efectul de plin-gol (ajur), efecte caracteristice portului bărbătesc tradițional de sărbătoare. | Muzeul Olteniei. Secția de Etnografie „Casa Băniei”, Craiova | Cimec    |
|      | Cămașă femeiască                            | Datare: începutul sec. XX Descoperit: jud. Dolj, Craiova Material: Material: bumbac,arnici, mărgele, paiete - procurate din comerț. Tehnică: pânză de casă țesută în 2 ițe (”învărgată”), croit, finisat bucățile de pânză cu găurele (doar la „ciupag”), asamblat manual cu cheițe croșetate („ciupag”) și tighele (poale), încr               | Croi: Cămașă de tip carpatic, confecționată din mai multe bucăți de pânză – câte una pentru față, spate și mâneci - încrețite în jurul gâtului și fixate pe o bentiță (guler). Mânecile, foarte largi, au ca particularitate îmbinarea celor 2 jumătăți de foaie pe lateral, printr-o cheiță lată, mărginită de registre brodate, ceea ce în plan decorativ creează efectul de râuri; altița este adăugată. Gura cămășii se află pe mijlocul feții, iar poalele sunt prinse din talie. Decor: amplasat pe guler, piept, spate, mâneci și de jur împrejurul poalelor. Pe mâneci, decorul respectă structura tipică: altiță, încreț, 4 râuri și un registru pe marginea inferioară. Pe piept, 3 registre: unul ascunde printr-o fentă „gura cămășii” și alte 2 mărginesc cusăturile dinspre îmbinarea mânecilor; pe spate, două registre ample, situate pe lângă linia de îmbinare a mânecilor. Motive geometrice, astrale și vegetale, evidențiate prin aplicare de mărgele și paiete: pe guler, pătrate ritmate cromatic, pe altiță un registru amplu - vrej cu frunze și flori - încadrat de un „șabac mic”, cu aplicații de paiete. Încrețul este croșetat - tip rețea - având motive stelare din mărgele. Râurile de pe mâneci, piept și spate, reiau aceiași compoziție - vrej cu frunze și flori - din altiță. Pe poale, mici elemente vegetale și florale, geometric stilizate. Cromatica: pânză albă, broderie cu arnici negru, mărgele albastre, bleu, roșii, verzi, roz intens, galben, paiete aurii (oxidate parțial).                          | Muzeul Olteniei. Secția de Etnografie „Casa Băniei”, Craiova | Cimec    |
|      | Covor                                       | Datare: 4/4 sec. XIX Descoperit: jud. Dolj, VALEA STANCIULUI Material: Materiale: lână; tehnica: urzit și bătut lână, țesut în război vertical; ales curb și cu găurele; culori vegetale și minerale | Formă dreptunghiulară, dintr-o bucată, decorul organizat astfel: un câmp central, chenar dublu. Motive: fitomorfe (ramuri, frunze), florale, avimorfe (păsări). Motivele sunt geometrizate, alternanță decorativă și cromatică. Câmp central, decorat în bleumarin; chenarele în alb și roșu; motivele colorate în alb, bleumarin, roșu, verde, liliachiu. Acest tip de covor era lucrat la comandă, de țesătoare specializate, realitate care explică și unitatea stilistică și decorativă. | Muzeul Olteniei. Secția de Etnografie „Casa Băniei”, Craiova | Cimec    |
|      | Covor                                       | Datare: 2/2 sec. XIX Descoperit: jud. Dolj, ALMĂJ Material: Materiale: lână, bumbac. Tehnică: urzit bumbac, bătut lână; țesut în război orizontal, în două ițe; urzeală ascunsă; ales cu găurele; culori vegetale | Piesă formată dintr-o foaie. Decor geometrizant, organizat pe un câmp central și un chenar îngust. Motive fitomorfe (pomul vieții, ramuri), florale, antropomorfe (păpuși), avimorfe (păsări), scheomorfe (pieptene), geometrice dispuse pe chenar. Câmpul colorat în negru, chenarul ocru; motivele colorate în alb, negru, roșu, verde crud. Motivele nu sunt dispuse în totalitate după principiul simetriei și alternanței, conferindu-i originalitate compozițională. Provine din fondul de obiecte naționalizate de la familiile boierești, distribuite unele unor instituții de stat și apoi transferate la Muzeul Olteniei. | Muzeul Olteniei. Secția de Etnografie „Casa Băniei”, Craiova | Cimec    |
|      | Chilim Autor: Paraschiva                    | Datare: 1891 Descoperit: jud. Dolj, CRAIOVA Material: Piesa este lucrată cu băteală din lână într-un fir, urzeală "pitulată" din lână în două fire, margini dublate, țesută în război orizontal și aleasă cu găurele; culori vegetale | Formă dreptunghiulară, din două foi. Decor geometrizant, dispus pe un câmp central, colorat în bleumarin și două chenare colorate în alb și roșu. Motive fitomorfe (ramuri, frunze), florale, scheomorfe (piepten). Culori: bleumarin, roșu, alb, verde, violet. Inscripționat numele țesătoarei și anul confecționării. Variantă a chilimului țărănesc, lucrat în satele din sudul Olteniei: Valea Stanciului, Orzești, Gângiova, Bârza. | Muzeul Olteniei. Secția de Etnografie „Casa Băniei”, Craiova | Cimec    |
|      | Covor                                       | Datare: 4/4 sec. XIX Descoperit: jud. Dolj, CRAIOVA Material: Material: lână; urzit lână (păr împletit în două fire) și bătut lână (canură) într-un fir; lucrat în război orizontal; ales cu găurele și curb; urzeală pitulată; culori vegetale                                                                                                 | Formă dreptunghiulară, compusă din două foi. Decor geometric, organizat într-un câmp central și un chenar. Motive: romburi zimțate, concentrice, având la mijloc crucea, dispuse pe un șir (cele întregi) și în două șiruri de jumătăți de romburi. Chenarul, decorat cu motive geometrice compuse, amintind de motivul racului. Motivele colorate în roșu, negru, galben, alb, verde. Tip de scoarță specifică Munteniei care s-a lucrat și în zona de interferență cu Oltenia. | Muzeul Olteniei. Secția de Etnografie „Casa Băniei”, Craiova | Cimec    |
|      | Chilim                                      | Datare: 4/4 sec. XIX Descoperit: jud. Dolj, CRAIOVA Material: Lână; bumbac; urzit bumbac și bătut lână; țesut în război orizontal în două ițe cu urzeală ascunsă, ales cu găurele; culori vegetale | Chilim, format dintr-o bucată (foaie). Decor geometrizat, dispus pe un câmp central și două chenare de lățimi diferite. Decor și cromatică organizate pe principiul simetriei și alternanței. Motive: în câmpul central, o figură umană de mari dimensiuni, cu origini în nișele de rugăciuni de pe covoarele orientale. În interiorul acestui motiv, dispus arborele vieții; motive avimorfe (păsări simple și bicefale, motive scheomorfe (piepten care pot fi interpretați ca reprezentând și mâini). Culori: roșu, bleumarin, verde, alb, galben, violet. Piesă cu valoare documentară. Unicat prin geniul creatorilor anonimi de a reinterpreta, din perspectiva proprie, motivele artei orientale și sud-dunărene. | Muzeul Olteniei. Secția de Etnografie „Casa Băniei”, Craiova | Cimec    |
|      | Covor                                       | Datare: 1/4 sec. XX Descoperit: jud. Dolj, CRAIOVA Material: Lână, bumbac; urzit bumbac și băteală lână (canură); țesut în război vertical; ales oltenesc (curb cu găurele); coloranți chimici | Formă dreptunghiulară, compusă dintr-o bucată. Decorul geometrizat, organizat pe un câmp central și trei chenare colorate în alb, roșu, bleumarin. Motive: fitomorfe (frunze, ramuri), avimorfe (păun), florale. Motivele colorate în alb, roșu, verde, violet. Tip de covor lucrat și în orașul Băilești. | Muzeul Olteniei. Secția de Etnografie „Casa Băniei”, Craiova | Cimec    |
|      | Chilim                                      | Datare: 2/2 sec. XX Descoperit: jud. Dolj, CRAIOVA Material: Lână; urzeală ascunsă din două fire; băteală într-un fir; țesut în război vertical; ales cu găurele; culori vegetale | Piesa este compusă dintr-o foaie; câmpul central este predominant în roșu; trei chenare - în roșu, bleumarin, gri - albastru, cu bordură neagră; pe chenare - motive avimorfe stilizate/păsări cu două capete care se regăsesc și pe câmpul central, la care se adaugă motive geometrice; cromatica motivelor: albastru, roșu, galben. Prezintă importanță pentru legăturile cu ornamentica chilimului sud-dunărean. La Craiova exista la 1831 o colonie de locuitori din sudul Dunării din Chiprovăț. Provine din obiectele naționalizate de la familiile boierești. | Muzeul Olteniei. Secția de Etnografie „Casa Băniei”, Craiova | Cimec    |
|      | Scoarță                                     | Datare: 1/4 sec. XX Descoperit: jud. Dolj, com. AFUMAȚI, BOURENI Material: Lână; bumbac; urzit bumbac; bătut lână; țesut în război orizontal în două ițe; urzeală ascunsă; culori vegetale | Formă dreptunghiulară, compusă din două foi. Decor geometrizant, dispus pe registre orizontale și vergi colorate în alb, bleumarin, verde, roșu, maro. Motive: avimorfe (păsări diferit stilizate datorită izvoarelor diferite din care provin), scheomorfe (ceainicul) și antropomorfe (păpușa). Motivele colorate în: roșu, verde, alb, bleumarin, galben. Motivele decorative (ceainicul), expresia plastică a păpușii provine din chilimul oriental ajuns la noi prin intermediul chilimurilor lucrate în sudul Dunării, la Kiprovăț și Pirot. Până la primul război mondial, căsătoria între tinerii de pe cele două maluri ale Dunării era frecventă iar circulația era liberă. | Muzeul Olteniei. Secția de Etnografie „Casa Băniei”, Craiova | Cimec    |
|      | Covor                                       | Datare: 1/4 sec. XX Descoperit: jud. Dolj, CRAIOVA Material: Lână; bumbac; urzit bumbac; țesut în război orizontal în două ițe; urzeală ascunsă; culori de fabrică și vegetale | Compusă din două foi încheiate pe mijloc. Decor geometric și geometrizat, dispus pe un câmp central (colorat în bleumarin) și două chenare colorate în alb și roșu. Câmpul central, decorat cu romburi și motive fitomorfe (ramuri cu frunze).Chenarul exterior, decorat cu motive florale (floare cu șase petale) și fitomorfe (ramuri cu frunze). Chenarul interior, mai îngust, decorat cu motive florale și frunze. Motivele colorate în alb, verde, roz, roșu, bleumarin. Segarcea a devenit după 1950 un centru important al producției de covoare dezvoltând variante locale. Azi continuă tradiția covoarelor Oltenești. | Muzeul Olteniei. Secția de Etnografie „Casa Băniei”, Craiova | Cimec    |
|      | Scoarță                                     | Datare: 4/4 sec. XIX Descoperit: jud. Dolj, CRAIOVA Material: Lână; urzit lână; bătut lână; țesut în război orizontal în două ițe; ales cu găurele; culori vegetale | Piesă alcătuită dintr-o foaie. Decor geometric (romburi dințate), dispuse pe întreaga suprafață în șiruri. În mijlocul fiecărui romb, aleasă crucea, pristolnicul. Fond roșu. Motivele colorate în negru, alb, roșu deschis. Tip de scoarță, răspândită în toate zonele etnografice din România. Motivul rombului, cu origini în ceramica și mitologia neolitică. Exprimă ideea de naștere și renaștere, prin unirea celor două triunghiuri întâlnite pe statuetele neolitice. | Muzeul Olteniei. Secția de Etnografie „Casa Băniei”, Craiova | Cimec    |
|      | Chilim                                      | Datare: 4/4 sec. XIX Descoperit: jud. Dolj, CRAIOVA Material: Lână; urzit lână; băteală din canură; țesut în război vertical; ales cu găurele; ales curb; culori vegetale și minerale | Formă dreptunghiulară, dintr-o bucată. Decor geometrizant, dispus pe un câmp central (colorat în alb-cenușiu) și două chenare colorate în alb și vișiniu (vișină putredă). Motivele dispuse după principiul simetriei și alternanței pe întreaga suprafață. Motive: vegetale (frunze, ramuri) și florale (flori cu șase petale). Culori: alb-cenușiu, vișiniu, bleumarin, roșu, albastru. Piesa a fost expusă în cadrul expozițiilor de artă populară, organizate de Institutul Român pentru relațiile cu străinătatea și donate Muzeului Olteniei în 1959 împreună cu alte obiecte. | Muzeul Olteniei. Secția de Etnografie „Casa Băniei”, Craiova | Cimec    |
|      | Chilim                                      | Datare: 1/4 sec. XX Descoperit: jud. Dolj, CRAIOVA Material: Lână; bumbac; urzit bumbac; țesut în război orizontal în două ițe; urzeală ascunsă; ales cu găurele; ales curb; culori naturale și chimice | Piesă formată dintr-o bucată. Decor geometrizant, dispus pe principiul simetriei și alternanței motivelor și culorilor, pe un câmp central, roșu, cu motive fitomorfe și un chenar bleumarin, motive avimorfe (păsări). Motive florale și geometrice. Culori: cărămiziu, albastru, galben, bleumarin, roșu, alb, albastru. Acest tip de covor era lucrat de categoriile înstărite ale satelor mici boieri, negustori, soții de preoți, învățători, funcționari publici al căror ideal cultural și mod de viață era cel urban. | Muzeul Olteniei. Secția de Etnografie „Casa Băniei”, Craiova | Cimec    |
|      | Covor                                       | Datare: 1/4 sec. XX Descoperit: jud. Dolj, CRAIOVA Material: Lână; bumbac; urzit bumbac; țesut în război orizontal în două ițe; urzeală ascunsă; ales cu găurele; culori chimice | Piesă formată din două foi, cusute la mijloc. Decor geometric, dispus pe un câmp central și un chenar. Câmpul central decorat cu trei rânduri de romburi concentrice dințate și divers colorate și două șiruri de triunghiuri plasate într-un câmp central și bordură. Chenarul decorat cu motive florale (flori cu șase petale) și motive religioase (pristolnicul). Fond roșu. Motivele colorate în alb, roșu, negru, verde, violet, galben, maro. Covor cu frecvență rară în Oltenia și mult mai mare în Muntenia, în județul Argeș și Dâmbovița. | Muzeul Olteniei. Secția de Etnografie „Casa Băniei”, Craiova | Cimec    |
|      | Covor                                       | Datare: 4/4 sec. XIX Descoperit: jud. București Material: Lână; urzit lână; băteală din canură; țesut în război vertical; ales cu găurele; ales curb; culori chimice | Formă dreptunghiulară. Format dintr-o bucată. Decor geometrizant, organizat pe un câmp central, colorat în bleumarin și două chenare (unul alb și altul vișiniu). Motivele, dispuse simetric și după principiul alternanței. Motive: în câmpul central, motive fitomorfe (ramuri, frunze), motive avimorfe (păsări). Motive florale (mărgăritar). Cromatică: fond bleumarin. Motive colorate în alb, roșu, mov, verde, bleumarin. Odată cu modernizarea României și creșterea importanței sociale și economice a clasei mijlocii, chilimul boieresc este adoptat cu frenezie, diminuându-i calitățile originare. | Muzeul Olteniei. Secția de Etnografie „Casa Băniei”, Craiova | Cimec    |
|      | Chilim Autor: Dăbuleanu, D.                 | Datare: 4/4 sec. XIX Descoperit: jud. Dolj, com. CELARU Material: Lână; urzit lână; băteală din canură; țesut în război orizontal; ales cu găurele; ales curb; culori vegetale | Formă dreptunghiulară, compus din două foi. Decorul organizat pe un câmp central și un chenar. Motive fitomorfe (pomișori), motive avimorfe (păsări). Motivul pomișorului dispus pe întreaga suprafață. Câmpul central colorat în bleumarin; chenarul roșu. Motivele colorate în verde, liliachiu, galben, alb, bleumarin. Culori naturale și chimice. Motivele și particularitățile de stilizare sunt specifice zonei Romanați. | Muzeul Olteniei. Secția de Etnografie „Casa Băniei”, Craiova | Cimec    |
|      | Covor                                       | Datare: 4/4 sec. XIX Descoperit: jud. Dolj, CRAIOVA Material: Lână; urzit lână; băteală din canură; țesut în război orizontal; ales cu găurele; ales curb; culori vegetale | Compusă din două foi, încheiate pe mijloc. Decor geometric și geometrizat, dispus după principiul simetriei și alternanței, pe un câmp central (colorat în bleumarin) și două chenare colorate în galben și vișiniu (vișină putredă). Câmpul central, decorat cu romburi în trepte și la mijloc, o cruce și motive florale (mărgăritar) dispuse în oglindă. Chenarele, decorate cu motive florale (flori cu șase petale și mărgăritar). Motive colorate în galben, roșu, verde, alb, bleumarin. Piesa îmbină două tradiții tehnice, cea a țesutului tradițional în război orizontal și cea a chilimului urban lucrat în război vertical. Acest aspect a permis nașterea chilimului țărănesc care a valorificat decorativ inventarul de simboluri tradiționale. | Muzeul Olteniei. Secția de Etnografie „Casa Băniei”, Craiova | Cimec    |
|      | Chilim                                      | Datare: 4/4 sec. XIX - 1/4 sec. XX Descoperit: jud. Dolj, com. AMĂRĂȘTII DE SUS Material: Piesa este lucrată cu băteală din lână într-un fir în două ițe, urzeală "pitulată" din lână în două fire, margini dublate, țesută în război orizontal, aleasă cu mâna, urzeală ascunsă; culori vegetale                                               | Formă dreptunghiulară, compusă din două foi. Decor geometrizant, dispus pe principiul simetriei și alternanței decorative și cromatice. Spațiul chilimului împărțit astfel: un câmp central și două chenare. Motive fitomorfe (pomișori), florale. Culori: vișiniu, roșu, galben, verde, alb, roz (liliachiu), bleumarin. Tip de chilim specific zonei Romanați, prin particularitățile stilizării motivelor fitomorfe și frecvența utilizării aceluiași motiv. | Muzeul Olteniei. Secția de Etnografie „Casa Băniei”, Craiova | Cimec    |
|      | Covor                                       | Datare: 4/4 sec. XIX Descoperit: jud. Dolj, CRAIOVA Material: Lână; urzit lână; băteală din canură; țesut în război orizontal; ales cu găurele; ales curb; culori vegetale | Piesa este compusă din două foi, cusute pe mijloc/lungime, câmpul central în bleumarin, două chenare în alb - cel interior și roșu - cel exterior, precum și o bordură dințată, în gri verzui; motive florale în toate zonele, având structuri geometrizate, pe bază de romb, hexagon și pe linie curbă; cromatica motivelor: violet deschis, roșu, galben, albastru, griuri; dispunere predominant orizontală. Numărul mare de covoare cu ornamentică fitomorfă și florală, lucrate în război orizontal, se explică prin structura demografică a orașului Craiova, la sfârșitul sec. al XIX-lea, în care negustorii, meseriașii și funcționarii formau o categorie importantă copiind în război orizontal chilimul și covorul boieresc. | Muzeul Olteniei. Secția de Etnografie „Casa Băniei”, Craiova | Cimec    |
|      | Chilim                                      | Datare: 1/2 sec. XIX Descoperit: jud. Dolj, CRAIOVA Material: Lână; urzit lână; bătut lână; țesut în război vertical; ales cu găurele; urzeală ascunsă; culori vegetale și minerale | Piesă formată dintr-o singură bucată. Decor geometrizat, dispus pe un câmp central, colorat în roșu și două chenare colorate în negru și roșu. În câmpul central, dispuși pe verticală, patru arbori ai vieții cu ramuri și păsări puternic geometrizate. Fond roșu. Motive: fitomorfe (arborele vieții, frunze), avimorfe (păsări). Culori: roșu, negru, alb, galben, gri. Chilimul a aparținut familiei Glagoveanu, familie de boieri care a jucat un rol important în viața politică și economică a Olteniei. Această piesă, ca și altele, au putut influența tehnica, ornamentica și organizarea decorului covorului oltenesc. La Craiova, în 1832, exista o colonie de meșteșugari și negustori bulgari și sârbi formată din 70 de familii. În sudul Dunării, existau centre puternice de confecționat chilimuri, la Kiprovăț și Pirot. | Muzeul Olteniei. Secția de Etnografie „Casa Băniei”, Craiova | Cimec    |
|      | Covor                                       | Datare: 4/4 sec. XIX Descoperit: jud. Dolj, CRAIOVA Material: Lână; urzit lână; bătut lână; țesut în război vertical în 2 ițe; ales cu găurele; urzeală ascunsă; culori vegetale și minerale | Piesă formată din două foi. Decor geometrizat, dispus pe principiul simetriei și alternanței. Motivele, dispuse pe un câmp central și două chenare. Motive: romburi zimțate (crenelate) cu pristolnic în mijloc, dispus pe câmpul central, motive fitomorfe pe cele două chenare. Câmpul central în bleumarin. Chenarele în alb și roșu. Motivele colorate în roșu, alb, verzui, albastru. Rombul, motiv decorativ cu mare răspândire în zonă, cu rădăcini în preistorie. | Muzeul Olteniei. Secția de Etnografie „Casa Băniei”, Craiova | Cimec    |
|      | Scoarță în tăblii                           | Datare: Sfârșitul sec. al XIX - lea și începutul sec. al XX-lea Descoperit: jud. Dolj, com. Amărăștii de Sus, Godinei Material: Piesa este lucrată cu băteală din lână într-un fir (14 fire/cm) și urzeală "picturală" din bumbac în trei fire cu 7 S-uri/cm; margini dublate,pigmenți chimici/țesută în război orizontal; alesătură geometrică | Formă dreptunghiulară; piesa este compusă din două foi cusute pe mijloc/lungime; decorul este alcătuit dintr-un câmp și două registre laterale pe verticală; câmpul central este format din "tăblii" ce conțin motivul sacsiei și motive geometrice (stilizări); cele două motive alternează; aceeași alternență și pe cele două laterale; cămpurile sunt separate de fâșii laterale cu dinți; borduri laterale cu dinți și pe cele două laturi longitudinale. Fondul: roșu; cromatica "tăbliilor"; verde, roșu, galben, violet, negru; cromatica motivelor: verde, galben, violet. | Muzeul Olteniei. Secția de Etnografie „Casa Băniei”, Craiova | Cimec    |
|      | Chilim                                      | Datare: Al treilea sfert al sec. al XIX-lea Descoperit: jud. Dolj, Craiova Material: Piesa este lucrată din băteală de lână și urzeală de lână cu fir răsucit (cu 5 S-uri); pigmenți minerali și vegetali/război de țesut vertical, alesătură curbă                                                                                             | Piesă de formă dreptunghiulară; decor alcătuit dintr-un câmp central, fond albstru închis, două chenare, alb - cel interior, roșu - cel exterior, precum și două borduri în culorile roșu (la marginea câmpului central) și albastru închis (la exteriorul piesei); în câmpul central, motive fitomorfe: brâie florale, mărgăritarul și alte flori stilizate. Pe chenare, aceeași stilizare florală. Cromatica motivelor: roșu, violet, griuri - verzui și alb. | Muzeul Olteniei. Secția de Etnografie „Casa Băniei”, Craiova | Cimec    |
|      | Chilim                                      | Datare: Al treilea sfert al sec. al XIX-lea Descoperit: jud. Dolj, Craiova Material: Piesa este lucrată cu băteală din lână dintr-un fir, (16 fire/cm) cu marginea simplă și urzeală "pitulată" din lână în două fire răsucite în 6S-uri/cm țesută în război vertical cu alesătură curbă; firele au fost colorate cu pigmenți naturali.         | Formă dreptunghiulară. Decorul este organizat astfel: un câmp central și două chenare. Abundență de motive fitomorfe geometrizate (crenguțe cu frunze, flori, mărgăritare) atât în câmpul central cât și în chenare. Câmpul central este colorat în maro, chenarele în alb și roșu. Motivele sunt colorate în alb, roșu, oliv, albastru, violet. | Muzeul Olteniei. Secția de Etnografie „Casa Băniei”, Craiova | Cimec    |
|      | Chilim                                      | Datare: Începutul secolului al XX-lea Descoperit: jud. Dolj, Bălinești Material: Piesa este lucrată cu băteală din lână și bumbac, într-un fir (16 fire/cm) și urzeală "pitulată" din in în două fire răsucite în 5 S-uri/cm, margini dublate; pigmenți naturali și chimici/țesută în război orizontal în două ițe, și alesătură geometrică.    | Formă dreptunghiulară; piesa este compusă din două foi cusute pe mijloc; decorul este organizat în registre orizontale paralele și alternative; motive geometrice, motivul bisericii (stilizat); motive avimorfe, fitomorfe stilizate. Culorile cele mai frecvente: roșu, galben, violet, alb; alternează plinul (cu motive), cu goluri, precum și geometricul cu stilizatul; sublinierea este făcută în special prin vergile violete și galbene, fără chenar. Alternanță cromatică atât pe orizontală cât și pe verticală. | Muzeul Olteniei. Secția de Etnografie „Casa Băniei”, Craiova | Cimec    |
|      | Scoarță                                     | Datare: Sfârșitul sec. Al XIX-lea Descoperit: jud. Dolj, com. Cioroiași, Cioroiași Material: Piesa este lucrată cu băteală din lână într-un fir (16 fire/cm) la borduă și vergi, iar la onamente, 12 fire/cm și urzeală "pitulată" din lână în două fire în 4 S-uri/cm; pigmenți naturali/țesută în război vertical, alesătură geometrică.      | Piesă cu format dreptunghiular, compusă din două foi cusute pe mijloc/lungime; decorul este alcătuit din registre transversale simple (vergi) și complexe; motive antropomorfe ("păpușa") și geometrice ("pistolnicul" și structuri hexagonale); în cadrul fiecărui registru motivul este modificat cromatic; cromatica generală: roșu, albastru, violet, alb; spațial domină roșu/roșu violet, album liniar fiind cel ce subliniază orizontalitatea. | Muzeul Olteniei. Secția de Etnografie „Casa Băniei”, Craiova | Cimec    |
|      | Scoarță                                     | Datare: Sfărșitul sec.al XIX-lea Descoperit: jud. Dolj, Craiova Material: Piesă este lucrată cu băteală din lână într-un fir (18 fire/cm), cu urzeală "pitulată", din bumbac în trei fire cu 6 S-uri/cm; margini dublate; pigmenți naturali/țesută în război vertical cu alesătură curbă                                                        | Format dreptunghiular. Decorul alcătuit din registre decorate și registre simple despărțite de vergi înguste divers colorate. Motive: antropomorfe ("păpuși" cu două capete de păsări); motive religioase - pistornicul; motive în formă de fluture - puternic geometrizate. Registrele, vergile și motivele colorate în roșu, galben, bleumarin, alb, verde. | Muzeul Olteniei. Secția de Etnografie „Casa Băniei”, Craiova | Cimec    |
|      | Scoarță în tăblii                           | Datare: Sfârșitul sec.al XIX-lea și începutul sec.al XX-lea Descoperit: jud. Dolj, Godinei Material: Piesă este lucrată cu băteală din lână într-un fir (18 fire/cm), cu urzeală "pitulată", din lână în două în două fire cu 3 S-uri/cm; pigmenți chimici/țesută în război orizontal în două ițe; alesătură geometrică                         | Format dreptunghiular. Piesa este alcătuită din două foi cusute pe mijloc/lungime; decorul organizat pe întreaga suprafața în tăblii care au în mijloc câte o "sacsâie" cu flori geometrizate; tăbliile (opt pe verticală și șase pe orizontală), au formate pătrate și dreptunghiulare și sunt despărțite de o bordură albă; motivul floral are trei ramuri cu boboci; cromatica motivelor și tăbliilor: roșu, verde, galben, oranj, albastru, alb. | Muzeul Olteniei. Secția de Etnografie „Casa Băniei”, Craiova | Cimec    |
|      | Chilim                                      | Datare: 1859 Descoperit: jud. Dolj, Craiova Material: Piesă este lucrată cu băteală din lână și urzeală din lână "pitulată"; pigmenți naturali/țesută în război vertical cu alesătură curbă | Piesa are format dreptunghiular; decorul este ordonat de un câmp central albastru închis și două chenare dințate, alb - cel inferior și respectiv, roșu, precum și de o bordură gri; motivele florale sunt distribuite în toate zonele (sacsie cu flori), predominant curbliniu și parțial geometrizate- romb; în mijlocul câmpului central un vas cu flori în jurul căruia sunt dispuse trei păsări și alte motive vegetale și florale. | Muzeul Olteniei. Secția de Etnografie „Casa Băniei”, Craiova | Cimec    |
|      | Chilim                                      | Datare: 1867 Descoperit: jud. Dolj, Craiova Material: Piesă este lucrată cu băteală din lână și urzeală "pitulată", din bumbac, formată din 9 fire răsucite cu 7 S-uri/cm; pigmenți naturali și minerali/țesută în război vertical; alesătură curbă                                                                                             | Piesa are format dreptunghiular; decorul alcătuit și ordonat printr-un câmp central albastru închis, prin două chenare colorate în alb, respectiv roșu, precum și printr-o bordură dințată de culoare gri - verzui; motivele florale sunt distribuite pe toate suprafețele piesei; în centrul câmpului și al piesei predomină vasul cu flori (cu trimitere la kantarosul grec) care ordonează apoi întregul decor floral; în chenarul interior, un brâu floral continuu (vrejul cu flori); în chenarul exterior, geometrizări florale; predomină rombul; cromatica motivelor: roșu, verde, alb. | Muzeul Olteniei. Secția de Etnografie „Casa Băniei”, Craiova | Cimec    |
|      | Chilim Autor: Ionaș, Filoteia               | Datare: Sfârșitul secolului al XIX-lea, începutul secolului al XX-lea Descoperit: jud. Dolj, com. Cioroiași, Cioroiași Material: Fire din bumbac și lâna. Țesut în război orizontal. | Pe un fond central albastru, decor preponderent fitomorf (mărgăritar și ramuri cu frunze). Dintre motivele florale se desting motive zoomorfe, 12 păsări albe (turturele) grupate câte două. Pe margine un chenar cu fondul roșu cu stilizări fitomorfe. | Muzeul Câmpiei Băileștilor, Băilești                         | Cimec    |
|      | Covor natural Autor: Lungu, Ioana           | Datare: Începutul secolului al XX-lea Descoperit: jud. Dolj, com. Giubega, Giubega Material: Fire din lâna și bumbac, țesut în război orizontal. | Covor muntenesc cu chenar-fondul negru, decorat cu motivul racului în culori alb și roșu. Câmpul central romboidal cu tente de culoare concentrice, verde maro, alb, portocaliu, negru și roșu. La centrul celor două romburi, motivul pristornicului. Lucrat dintr-o singură bucată. | Muzeul Câmpiei Băileștilor, Băilești                         | Cimec    |
|      | Scoarță oltenească Autor: Toma, Stana I.    | Datare: Începutul secolului al XX-lea Descoperit: jud. Dolj, com. Afumați, Afumați Material: Confecționat din fire de lâna vopsite natural, țesute în război orizontal. Bumbac folosit la realizarea motivelor. | Forma generală ornamentată geometrică romboidală. Două rânduri de câte trei romburi pe lungime. Romburile sunt colorate concentric în alb, roșu, portocaliu, negru și vișiniu. | Muzeul Câmpiei Băileștilor, Băilești                         | Cimec    |
|      | Scoarță oltenească Autor: Mihăilescu, Elena | Datare: Sfârșitul secolului al XIX-lea și începutul secolului al XX-lea Descoperit: jud. Dolj, com. Cioroiași, Cioroiași Material: Urzeala și băteala din lâna. Bumbac folosit la realizarea unor motive. Lucrat în razboi orizontal, în două ițe cu spetează.                                                                                  | Scoarța alternează în vergi de culoare roșie, galbenă și albastră, cu abundență de motive. La capete pe fond roșu motivul racului întâlnit și pe banda din mijloc, tot de culoare roșie. Benzile albastre sunt decorate cu „pieptene”. Benzile galbene sunt decorate cu motivul „furculiță”. Pe cele două benzi roșii, mai late apare motivul „scăriței”. | Muzeul Câmpiei Băileștilor, Băilești                         | Cimec    |
|      | Scoarță Autor: Știrbu, Elena                | Datare: Sfârșitul secolului al XX-lea Descoperit: jud. Dolj, com. Rast, Rast Material: Fire din lână și bumbac țesute în război orizontal. | Scoarță în vergi pe fond roșu. Registrele cu motive decorative sunt delimitate de dungi albe la mijloc cu o dungă neagră. Ca motiv decorativ, pe dungile de la capete și mijloc-zvastica in culori diferite. Între zvastică, două dungi cu motive avimorfe. | Muzeul Câmpiei Băileștilor, Băilești                         | Cimec    |
|      | Scoarță oltenească Autor: Buzatu, Maria     | Datare: Sfârșitul secolului al XIX-lea, începutul secolului al XX-lea Descoperit: jud. Dolj, com. Bistreț Material: Fire din lâna si bumbac, țesute în război orizontal. Formată din două bucăți. | Scoarță din două foi îmbinate pe mijloc. Vergi de culoare albastru, roșu și cenușiu cu motive geometrice stilizate pe toata suprafața. Se distinge ca motiv furculița cu două brațe, pieptănul, scărița și motive avimorfe. | Muzeul Câmpiei Băileștilor, Băilești                         | Cimec    |
|      | Chilim Autor: Pârlogea, Maria               | Datare: Începutul secolului al XX-lea Descoperit: jud. Dolj, com. Băilești, Băilești Material: Fire din lâna și bumbac, țesut în război orizontal. | Câmpul central cu motive geometrice în culori alb, roșu, verde, galben în formă de mici romburi grupate, alternează cu motive stilizate, ramuri cu trei-flori, totul pe un fond maron. Chenarul este pe un fond roșu cu stilizări antropomorfe - se pot distinge păpuși cu mâinile în șold. | Muzeul Câmpiei Băileștilor, Băilești                         | Cimec    |